# Kontich

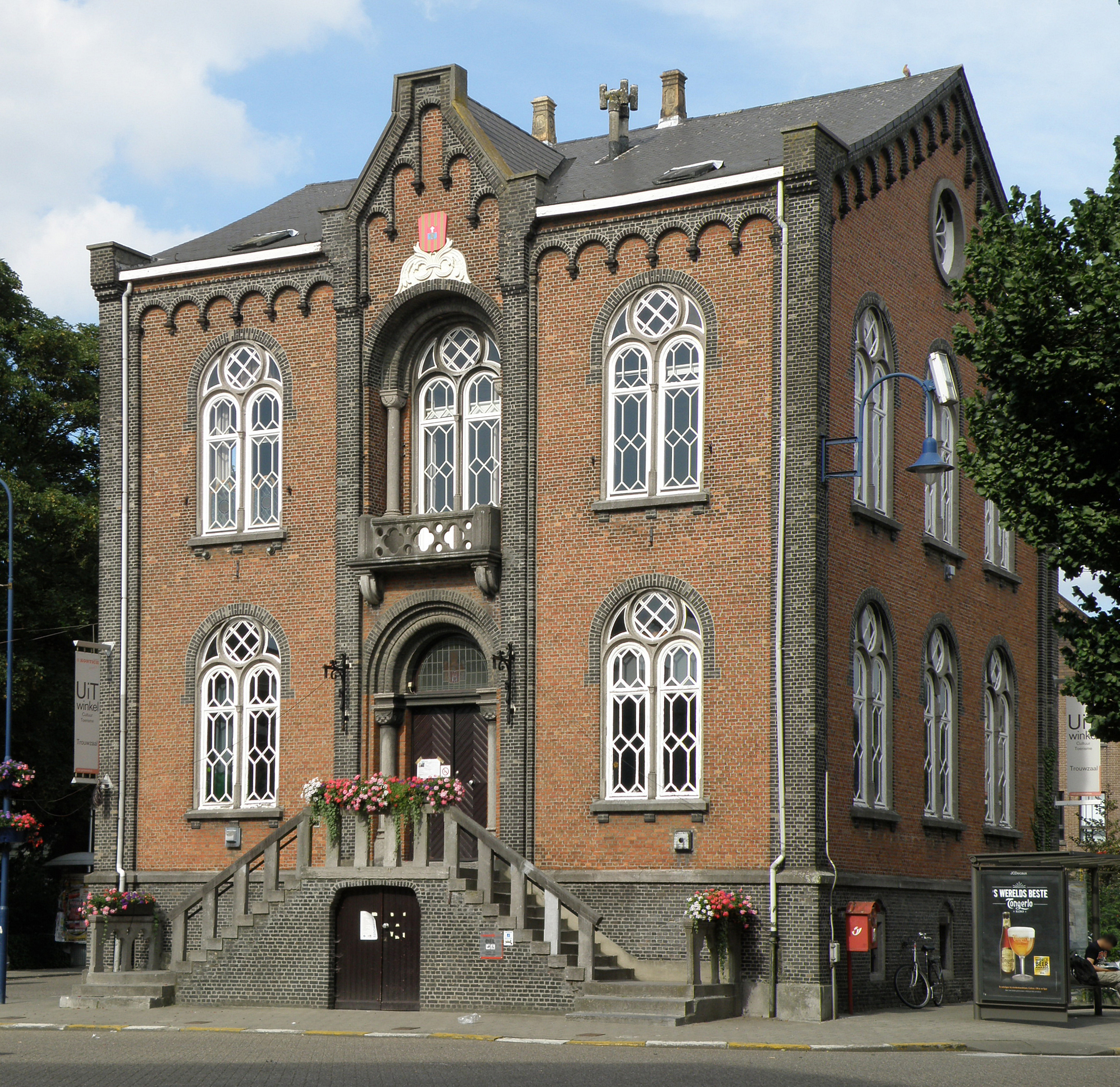
Oud-Gemeentehuis

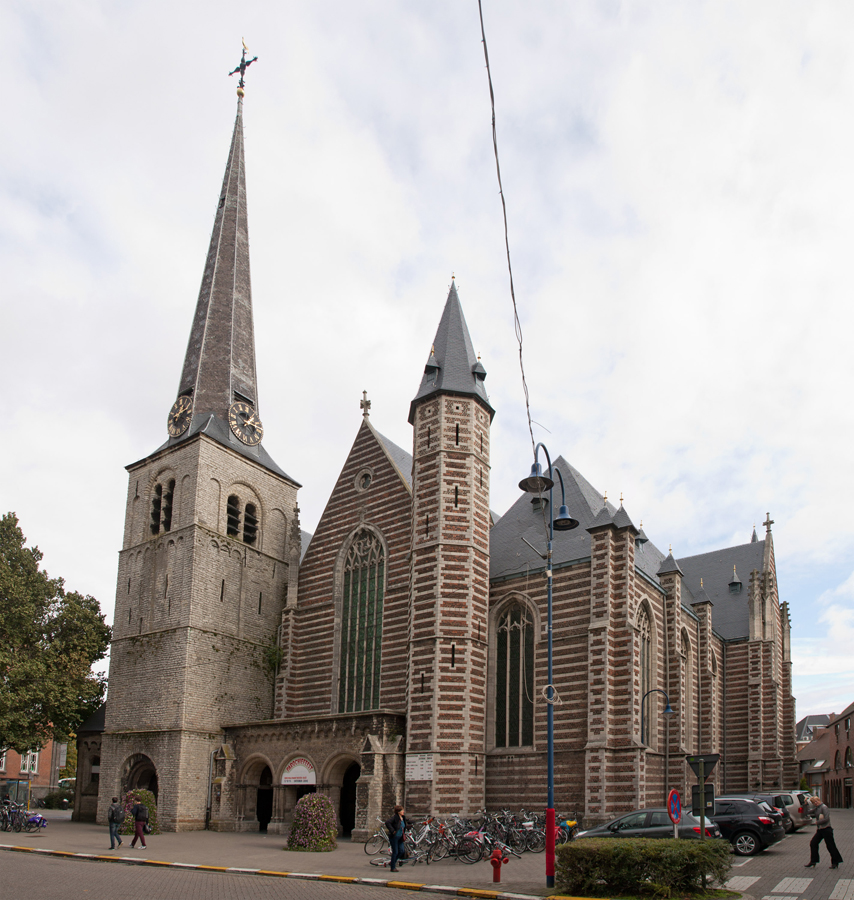
Sint-Martinuskerk

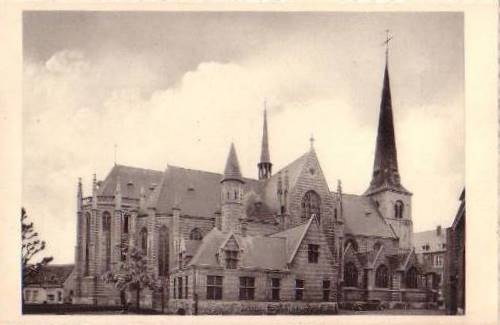
Sint-Martinuskerk

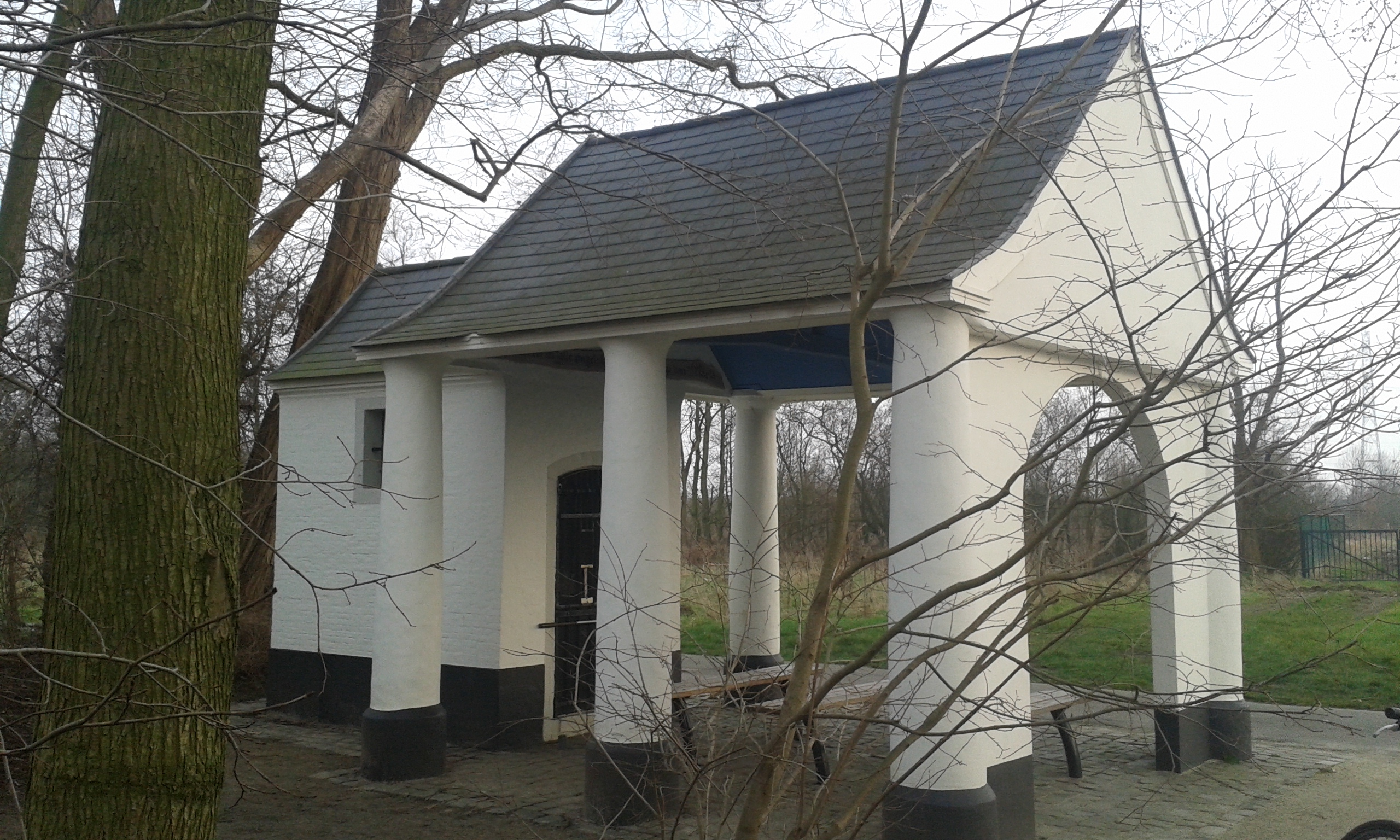
Boskapel (1760) in het Lang Bos (kapellekensbos)

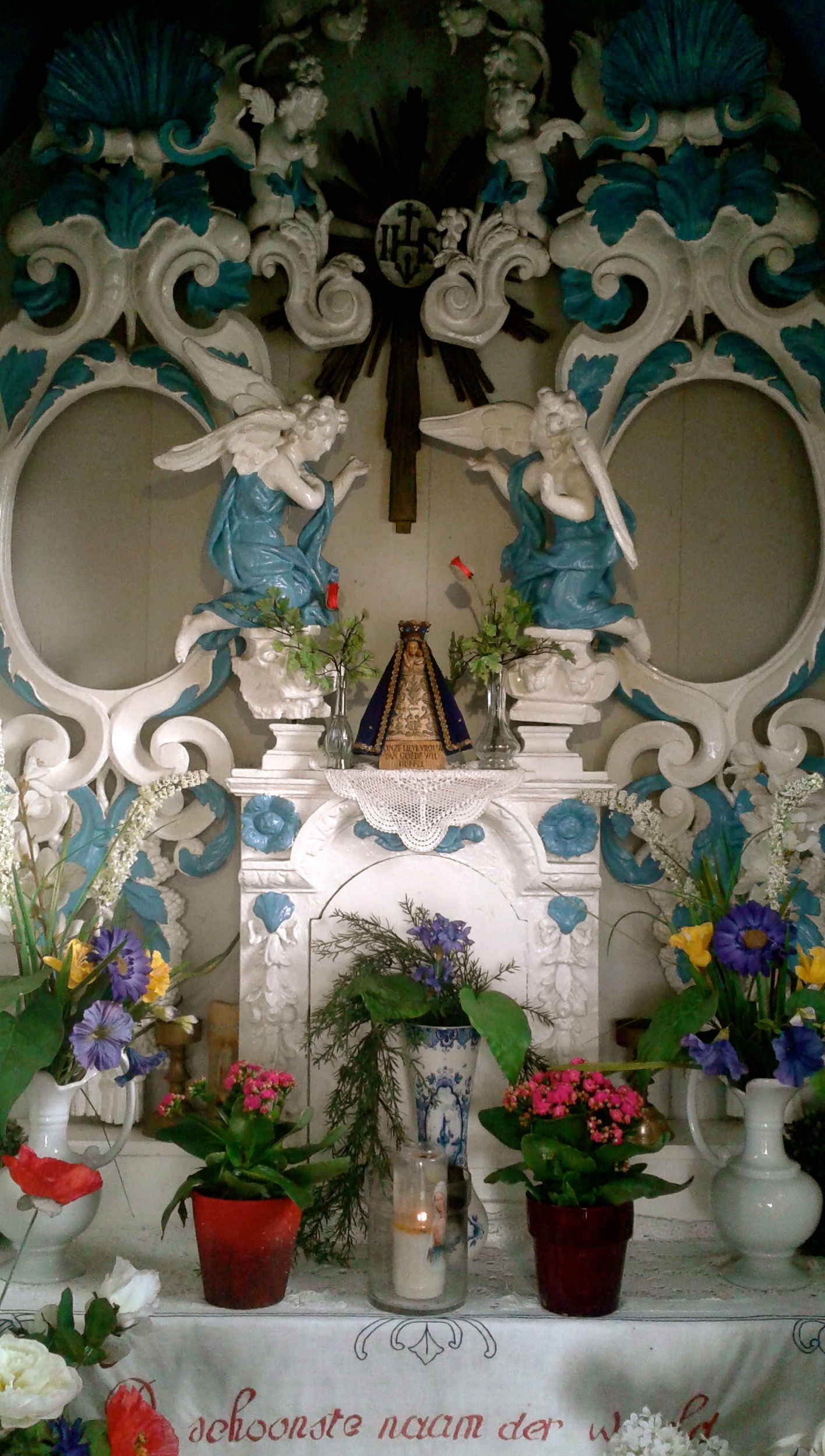
interieur van de boskapel in het Lang Bos, met centraal het in 1683 gestolen beeld van O.-L.-Vrouw-van-Goede-Wil uit Duffel

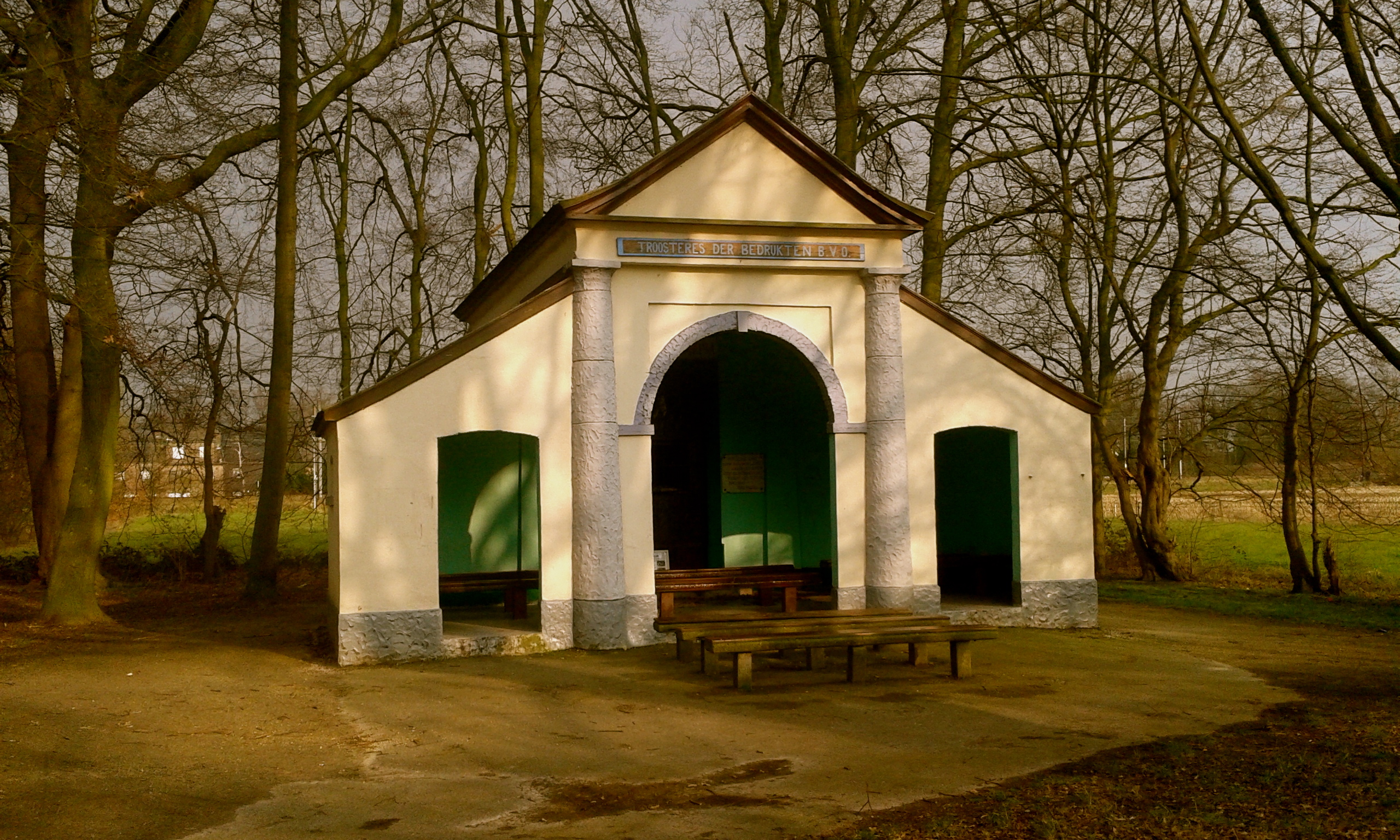
Tweede boskapel (1838) in het Lang Bos, opgericht door de bewoners van Lint

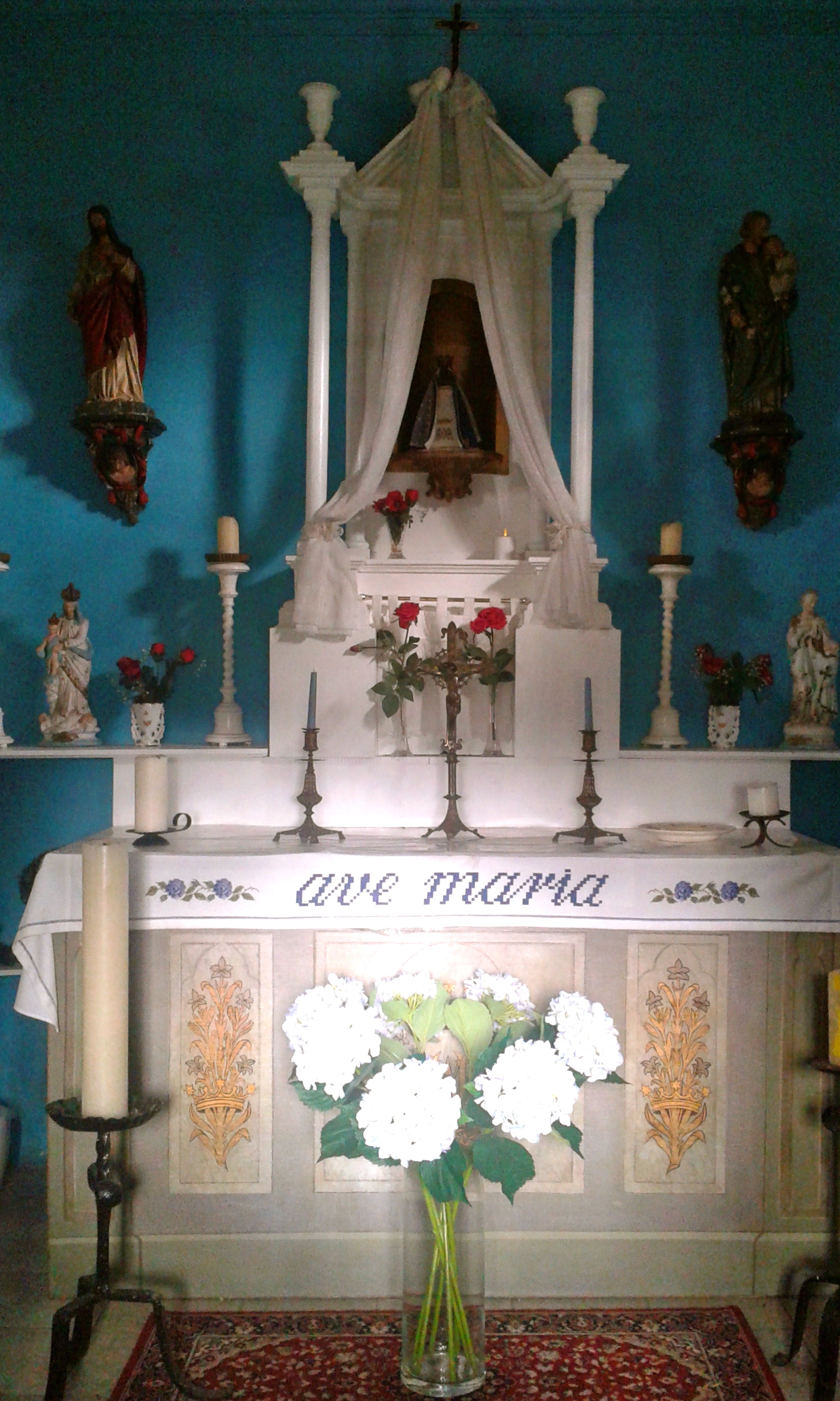
interieur van de tweede boskapel

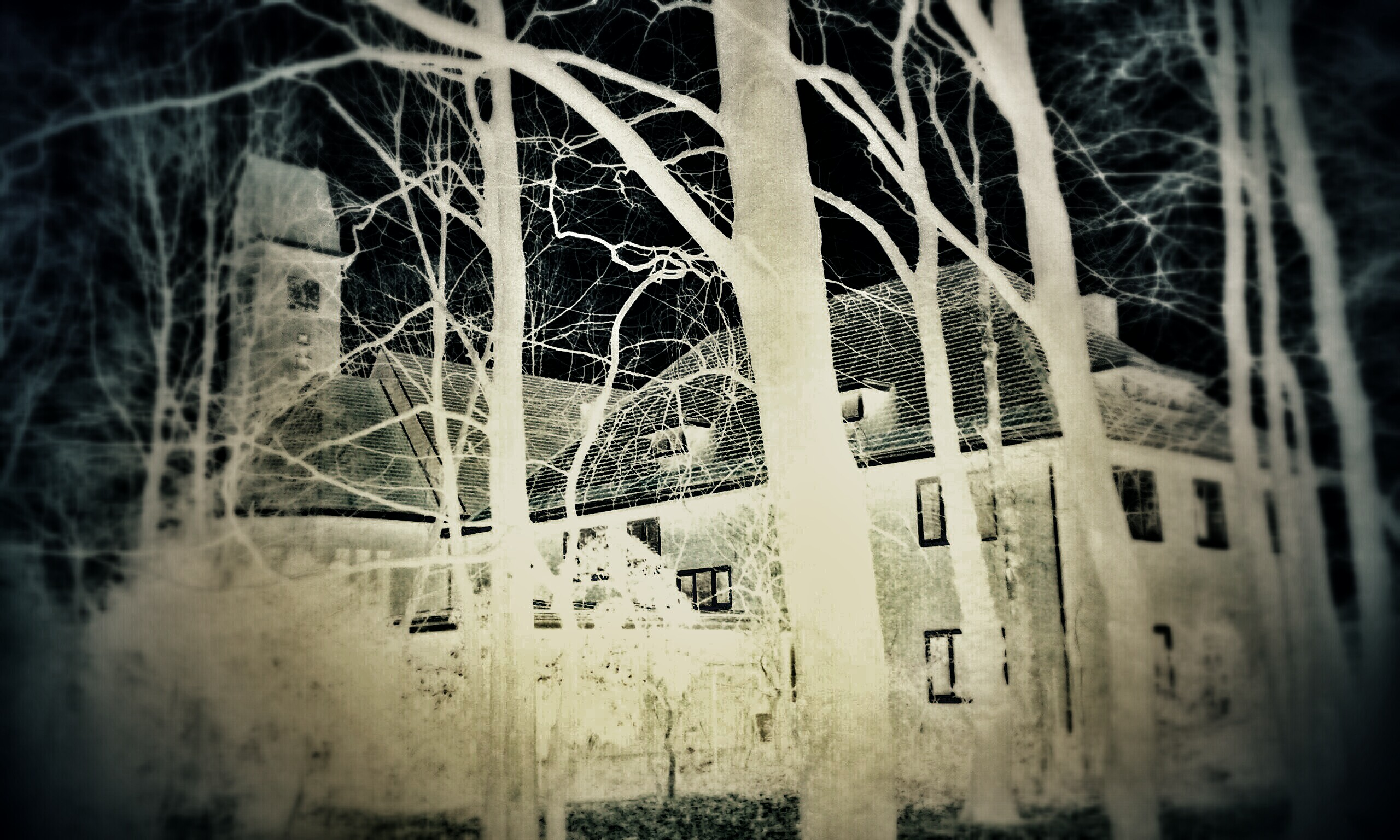
Onze-Lieve-Vrouw-Onbevlekt-Ontvangen kerk en pastorie gezien vanuit het Patersbos (n.o.v. C. Van der Voodt in “nieuwe zakelijkheid”)

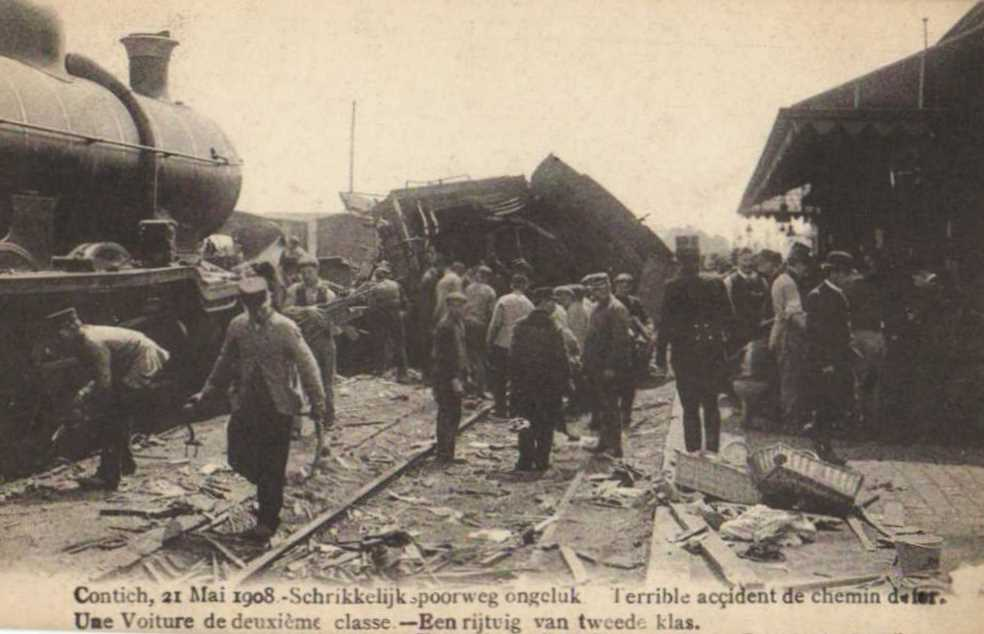
Treinramp van Kontich

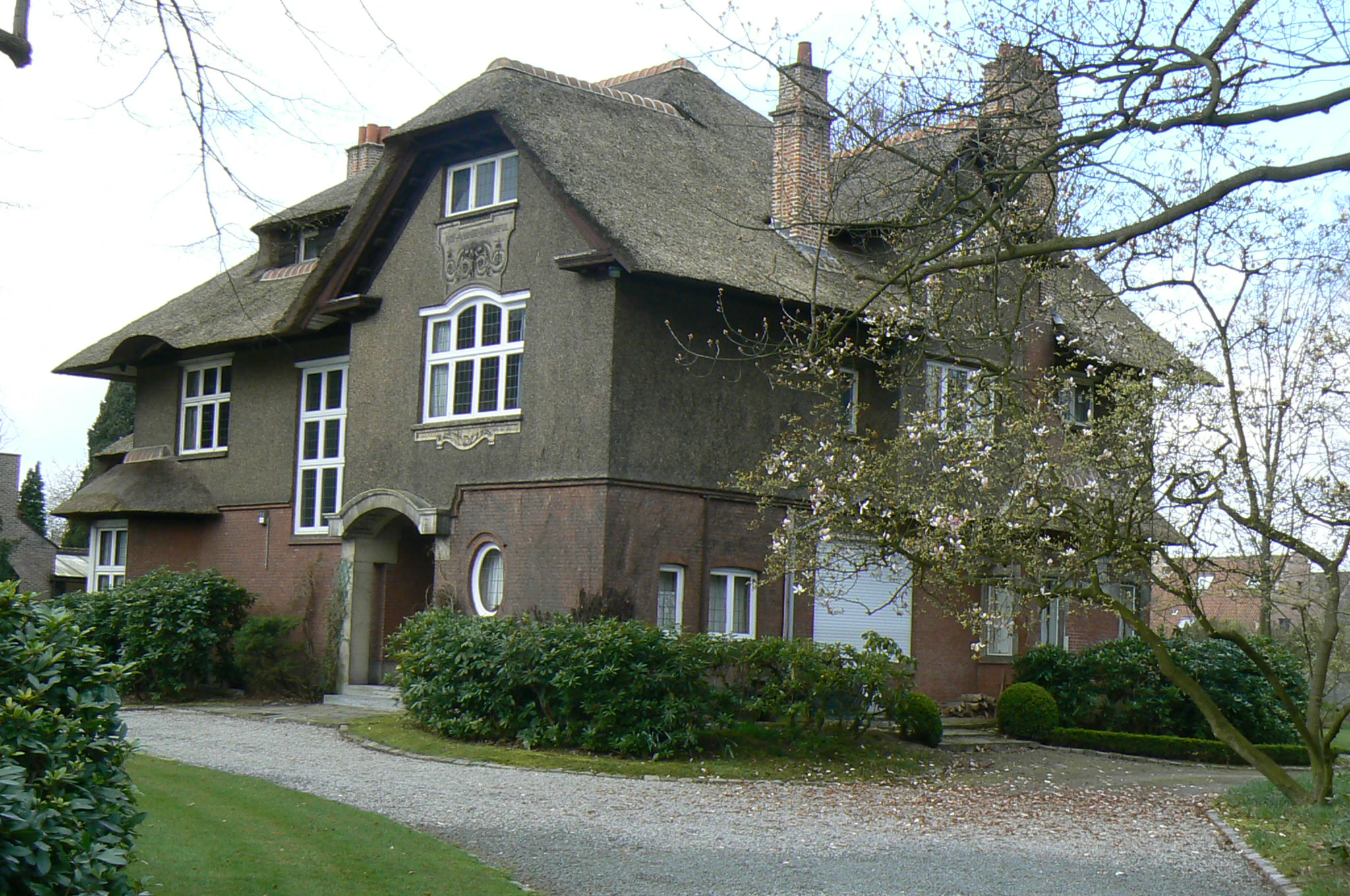
Villa Rest and be thankful waar het Verdrag van Kontich werd getekend

Kontich is een Belgische gemeente en plaats in de provincie Antwerpen en het gelijknamige arrondissement. De gemeente telt ruim 21.000 inwoners.
Kontich is de hoofdplaats van het kieskanton en het gerechtelijk kanton Kontich.

## Toponymie
Waar de naam van de gemeente vandaan komt, is vooralsnog in mysterie gehuld. Er zijn twee verhalen die de naam van Kontich trachten te verklaren.
Zo vertelt een oude volkssage dat Kontich aan zijn naam zou zijn gekomen doordat er een reus met zijn ene voet op de Onze-Lieve-Vrouwekathedraal te Antwerpen zou hebben gestaan en met zijn andere op de Sint-Romboutstoren van Mechelen. Ter hoogte van zijn achterwerk zou Kont-ich hebben gelegen.
Een tweede verhaal gaat terug naar de Gallo-Romeinse naam Condacum, die op zijn beurt is afgeleid van het Keltische Con Blani, dat 'plaats bij de samenvloeiing' zou betekenen. Het betreffende gebied strekte zich uit van de samenvloeiing van Rupel en Schelde en over de grondgebieden van de huidige omliggende gemeenten Lint, Hove, Edegem, Mortsel, Niel, Reet, Schelle, Aartselaar, Hemiksem, Boom en Waarloos. Een bezwaar tegen deze theorie is dat het centrum zich dan wel erg ver van het water zou hebben bevonden.
Ten slotte is er nog de hypothese die vertrekt van de naam Contiacum dat vertaald kan worden als de nederzetting van de roemruchte Contius, een Keltisch stamhoofd.

## Geschiedenis

### Neolithicum
De vroegste sporen van menselijke bewoning gaan terug tot het begin van het Neolithicum. Uit deze periode zijn tijdens de aanleg van de Koningin Astridlaan in 1937, een aantal hutkommen ontdekt waarin stenen gebruiksvoorwerpen werden gevonden. Kontich bestond in die tijd voornamelijk uit wouden met ondoordringbare moerassen.

### Bronstijd
In 1898 werd op het perceel 'Pronkenberg' tijdens de aanplanting van een bos een groot aantal urnes met massa's bijpotjes en overblijfselen van beenderen aangetroffen. Uit dezelfde periode stamt ook de vindplaats Blauwesteenbos. Wetenschappers zijn het echter nog niet eens of ze reeds uit de 11e eeuw of 'slechts' uit de 7e eeuw voor onze tijdrekening stammen.

### Gallo-Romeinse tijd
Vanaf 450 v.Chr. bevolkten Galliërs het gebied en bouwden een dorpje in het huidige Neerveld, tussen de Alfsberg, de Kauwlei en de Ooststatiestraat. Deze Galliërs waren voornamelijk landbouwers die geiten en schapen hoedden en gerst en knolgroenten teelden. Zij bleven aanwezig tot de komst van de Romeinen. Hierna zijn er amper bewoningssporen te Kontich, het is niet duidelijk wat er met de toenmalige inwoners gebeurde. Feit is wel dat het duurde tot het begin van onze jaartelling vooraleer nieuwe volksstammen de vrijgekomen gronden begonnen te bewonen. Het duurde ongeveer een eeuw voor deze nieuwe bewoners 'romaniseerden'.
Dat Condacum een belangrijke plek was in deze vroege tijden, mag ook blijken uit de resten van de Mithras-tempel, een van de grootste die er in de omgeving is gevonden. Dit valt af te leiden uit opgravingen die plaatsvonden van 1964 tot 1987 en uitgevoerd werden door de Antwerpse Vereniging voor Romeinse Archeologie (AVRA), op de vroegere woonplek van deze stam. De tempel bleek een stevige constructie te hebben en afgewerkt te zijn met een laag dakpannen. In de omgeving ervan werden tal van votiefbeeldjes van Romeinse goden en offerresten gevonden. Zeer merkwaardig is dat bij de opgravingen tevens een zwaard van Germaanse makelij werd gevonden.
Op basis van sporen in de grond kon men (op papier) een hele straat reconstrueren, waarlangs een reeks eenvoudige huisjes van boeren en arbeiders moeten hebben gestaan. De meeste gebouwen uit deze periode waren in hout en vlechtwerk opgetrokken en met leem bestreken. Het dak was veelal van stro. In de bodem werden tal van interessante aardewerkscherven aangetroffen, onder andere ook kostbaar Romeins luxe keukengerei, dat als “terra sigillata” (gestempeld aardewerk) bekendstaat.
Ander fraais dat gevonden werd, zoals bronzen sieraden, glas en muntstukken en een ganse pottenbakkersoven zijn te bezichtigen in het Archeologisch en heemkundig Museum. Dwars door dit oude dorp werd op het einde van de 20e eeuw de Gallo-Romeinenlaan getrokken.
Op de Alfsberg werden tevens fragmenten van een 'hypocaustum' (Romeinse vloer- en muurverwarming) aangetroffen, wat wijst op de aanwezigheid van een Romeinse villa. Deze plek is in de volksmond beter bekend als de IJzermaalberg, genaamd naar de ijzermaal waaruit de bewoners ijzer 'slakken' wonnen om er de Romeinse weg mee te verharden.
Maar ook andere plaatsen waren reeds bewoond. Zo getuigt de gereconstrueerde Romeinse waterput in het gemeentepark, die in 1947 werd gevonden in de velden links van de Groeningenlei. Dergelijke relicten wijzen op het belang van de heirbaan die Condacum met Villariacum verbond en toont aan dat die reeds druk bewoond was. Via het zuiden was Kontich verbonden met Rumst en via Rumst met de vicus van Elewijt en die van Asse.

### Middeleeuwen
Volgens de overlevering zou de heilige Reinildis afkomstig zijn van Kontich, hoewel dit door historische bronnen weerlegd is, staat wel vast dat deze nicht van Pepijn van Landen hier grond bezat die ze omstreeks de 7e eeuw aan de abdij van Lobbes in Henegouwen schonk. Door de plundertochten van de Vikingen, moest de bisschop van Kamerijk echter in 1149 herbevestigen dat de kerk van Kontich eigendom was van Lobbes. Dit hield in dat ze de pastoor mochten benoemen en via hem de tienden innen. Nu was Kontich in die tijd een speciale gemeente omdat er toen twee kerken stonden op amper een boogscheut van elkaar.
De oudste, en ondertussen verdwenen kerk was de Sint-Martinuskerk, die op het huidige Sint-Martinusplein gelegen was met daarrond een uitgestrekt kerkhof. Dit eenvoudige kerkje was grotendeels opgetrokken uit hout en bedekt met een strooien dak. Omstreeks de 17e eeuw raakte het kerkje in onbruik en afgebroken. De naam van de patroonheilige en de eredienst werden overgedragen aan de nieuwe kerk. De brokstukken (waaronder fragmenten van een doopvont) werden gerecycleerd en gebruikt voor de bouw van een nieuwe boerderij (de latere 'Oude Eendracht', het stamcafé van de schuttersgilde).
De tweede kerk, gebouwd tussen 1088 en 1149 op de in onbruik geraakte Frankische biest op het grondgebied van de Mechelse familie Berthouts, werd toegewijd aan Onze-Lieve-Vrouw. Ze was voorzien van een massieve toren in romaanse stijl met muren van meer dan één meter dik, waarachter de parochianen zich konden terugtrekken wanneer de Vikingen (of andere snoodaards) hier op plundertocht voorbijtrokken. Er was onderaan geen deur voorzien, zodat men genoodzaakt was een ladder te gebruiken die, indien nodig, binnengetrokken kon worden.
Dat Sint Maarten (4e eeuw na Christus) hier reeds van oudsher werd vereerd, bewijst ook het bestaan van de Sint-Martinusput in de Nachtegaalwijk. Deze doopput gaat terug naar het vroegste christendom, toen de bevolking hier gekerstend werd. Het water van deze bron werd tot honderd jaar geleden gebruikt om oogkwalen te genezen.

### Ancien régime
Zoals reeds vermeld, behoorde Kontich lange tijd toe aan de familie Berthout, andere delen behoorden echter toe aan de hertogen van Brabant en waren aangesloten bij het Land van Rijen. Deze situatie leidde tot heel wat bestuurlijke en juridische verwikkelingen. De hertog van Brabant wees op zijn beurt de “heerlijkheid” Kontich toe aan de heer van Kontich, Koenraad Pot, omstreeks 1505 als pand of tegen betaling. Vanaf dat moment vertegenwoordigen de 'heren van Kontich' het wereldlijk gezag, met recht op leven en dood van hun onderdanen.
Deze 'heren van Kontich' waren achtereenvolgens Koenraad Pot (1505), Frans de Schot (1558), Kardinaal Granvelle (1572), Lucas van Opmeer (1626) en verschillende leden van het Spaans-Portugese geslacht Franco-y-Feo (1664-1794). Zij resideerden traditioneel in het Kasteel Groeningenhof vanaf Lucas van Opmeer tot op het einde van de 18e eeuw, toen de Fransen korte metten maakten met het ancien régime. Het wordt trouwens nog altijd Kontich(s)hof genoemd en is sinds 1830 eigendom van de familie della Faille, de vroegere heren van Waarloos.

### Moderne tijd
Op donderdag 21 mei 1908 vindt de 'treinramp van Kontich' plaats met 41 doden en 320 gewonden. Volgens onderzoeksrechter Vermeer, die de zaak leidde was de hoofdoorzaak van de ramp, "een slechte organisatie en een gebrek aan overeenstemming in het bestuur van de uit te voeren werken".
In de tweede helft van 19e eeuw laten vele adellijke en rijke burgers uit Antwerpen "hoven van plaisantie" optrekken in Kontich. De gemeente was immers gunstig gelegen: ver van alle drukte, maar toch goed bereikbaar dankzij de Heerbaan van Antwerpen naar Mechelen. De tand des tijds was echter niet mild voor deze mini-kasteeltjes der notabelen, waarvan enkel het Tanghof en kasteel Altena nog resteren. Sommigen werden afgebroken, anderen werden verlaten zoals het hof van Spruyt dat gelegen was in het bronnengebied Boutersem. De familie nam deze beslissing omdat er tijdens de Eerste Wereldoorlog Duitsers hun hoofdkwartier in hadden gevestigd. Het is tevens de plek waar het Verdrag van Kontich op 9 oktober 1914 getekend werd, dat de capitulatie van Antwerpen inluidt.
In 1870 werd Lint van de gemeente Kontich afgesplitst. Vanaf de Franse overheersing tot 1870 was Lint deel van de gemeente Kontich geweest. De grens tussen beide gemeenten werd bepaald door spoorlijn 25. Op het einde van de 19e eeuw werd de pastorietuin op het Sint-Jansplein openbaar en werden er jaarlijks Kontichse Kermissen gehouden. Tevens ging er een processie uit.
Tijdens de Tweede Wereldoorlog werd in de gemeente een opleiding voor een rexistisch elitekorps ingesteld. Deze militaire opleiding stond onder leiding van de Wehrmacht en moest rexisten in staat stellen zich voor te bereiden op een eventuele revolte van het verzet. Feitelijk ging het over een door de Duitsers geleide opleiding tot Hilfsfeldgendarme. Onder meer Achilles Lassoie, Adolphe Draelants en Marc Stordeur (respectievelijk Rex-burgemeesters van Wasmes, Sautour en Villers-le-Gambon) volgden de opleiding.
Een bijzondere vermelding verdient Margriet Ballegeer, een Kontichse spionne van de geallieerde inlichtingendiensten. In 2013 verscheen over haar het elektronische boek Spying in World War I, the true story of Margriet Ballegeer van Janet Dean. Eerst was ze voornamelijk actief als koerier en diende haar winkel in de Magdalenastraat als dekmantel om de informatiestromen te ondersteunen. Ze werd echter gevangengenomen en verbleef een half jaar in de cel, later leerde ze geheim agent Henri Van Bergen kennen met wie ze een relatie begon. Samen smokkelden ze lange tijd belangrijke informatie over de Duitse troepenbewegingen over de Nederlandse grens, maar werden tot eindelijk door een dorpsgenoot verraden. Margriet werd ter dood veroordeeld, maar haar straf werd omgezet in levenslange opsluiting. Henri Van Bergen werd gefusilleerd in Fort 5 te Edegem. In het totaal stierven er 36 Kontichse militairen en 3 burgers tijdens WOI.
In 1977 fuseerde Kontich met de naburige gemeente Waarloos. Opvallend is dat het niet tot een fusie kwam met de gemeente Lint, die tot 1870 nog tot Kontich behoorde. De oostelijk wijk van Kontich (Kontich-Kazerne) was in de jaren 70 immers al vergroeid met buurgemeente Lint.

## Geografie

### Deelgemeenten
| # | Naam     | Opp. (km²) | Inwoners (2020) | Inwoners per km² | NIS-code |
| - | -------- | ---------- | --------------- | ---------------- | -------- |
| 1 | Kontich  | 19,09      | 19.371          | 1.015            | 11024A   |
| 2 | Waarloos | 4,72       | 1.827           | 387              | 11024B   |

### Kernen
De gemeente Kontich bestaat uit twee deelgemeenten, zijnde Kontich en Waarloos. Waarloos ligt nog enigszins in landelijk gebied, Kontich zelf daarentegen is opgegaan in de rand van Antwerpen. De deelgemeente Kontich kan daarnaast nog opgedeeld worden in drie wijken. Centraal ligt Kontich-Centrum, ten oosten daarvan ligt de wijk Kontich-Kazerne, dat vergroeid is met buurgemeente Lint. In het westen ten slotte ligt het kleine gehuchtje Sint-Rita.

### Hydrografie
De gemeente heeft zes belangrijke waterlopen, zijnde de Babbelkroonbeek met de Blauwesteenbeek als zijtak, de Lachenebeek (lokaal ook wel de Bautersembeek genoemd), de Hessepoelbeek (Wouwendonkse Loop) en de Benedenvliet (Grote Struisbeek) (in Kontich onterecht ook wel de Mandoersebeek genoemd) met zijn belangrijke zijbeken Pannebosbeek en Edegemse Beek. De drie eerste wateren af in het Netebekken, de drie laatste behoren tot het Benedenscheldebekken.
In de Vlaamse Hydrografische Atlas (VHA) komen de Mandoerse beek (met bron in Reet) en de Grote Struisbeek samen ten oosten van het centrum van Rumst en wordt vanaf dat punt de naam Grote Struisbeek gebruikt. Verder stromen ook nog de Borse Loop en de Dieveldenloop in de Grote Struisbeek. Dat maakt de Grote Struisbeek de grootste waterloop van Kontich qua captatiegebied.

### Aangrenzende gemeenten
| Aangrenzende gemeenten | Aangrenzende gemeenten | Aangrenzende gemeenten | Aangrenzende gemeenten | Aangrenzende gemeenten |
| ---------------------- | ---------------------- | ---------------------- | ---------------------- | ---------------------- |
|                        |                        | Edegem                 |                        | Hove                   |
|                        |                        |                        |                        |                        |
| Aartselaar             | Lint                   |                        |                        |                        |
|                        |                        |                        |                        |                        |
|                        |                        | Rumst                  |                        | Duffel                 |

## Bezienswaardigheden

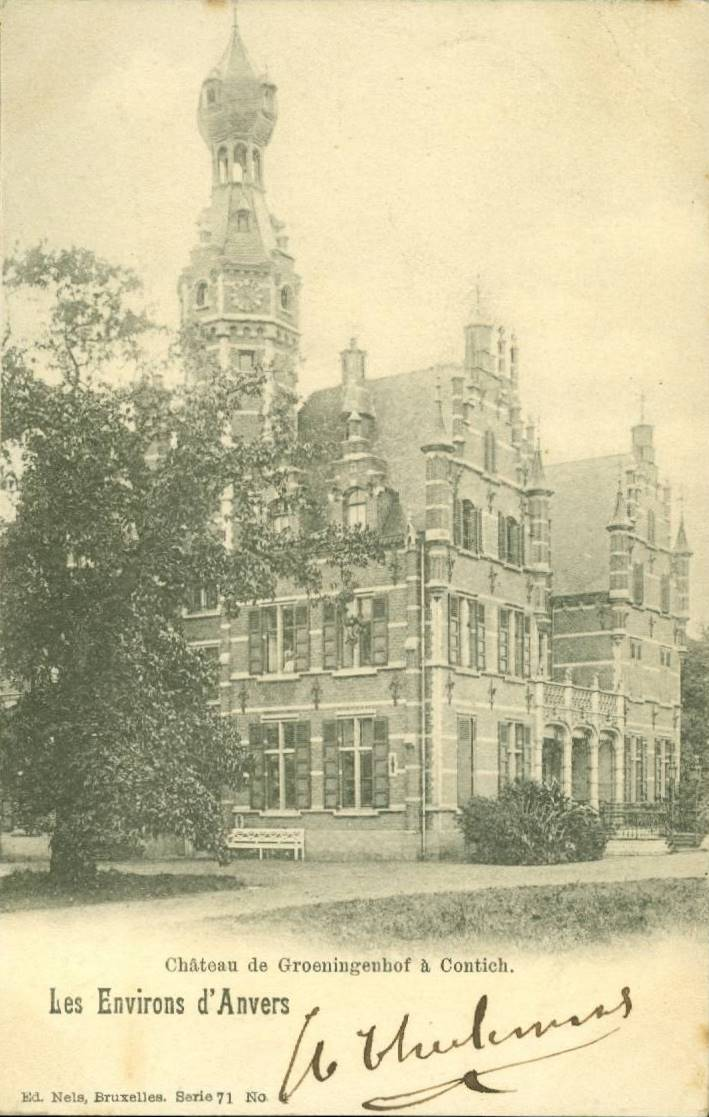
Groeningenhof

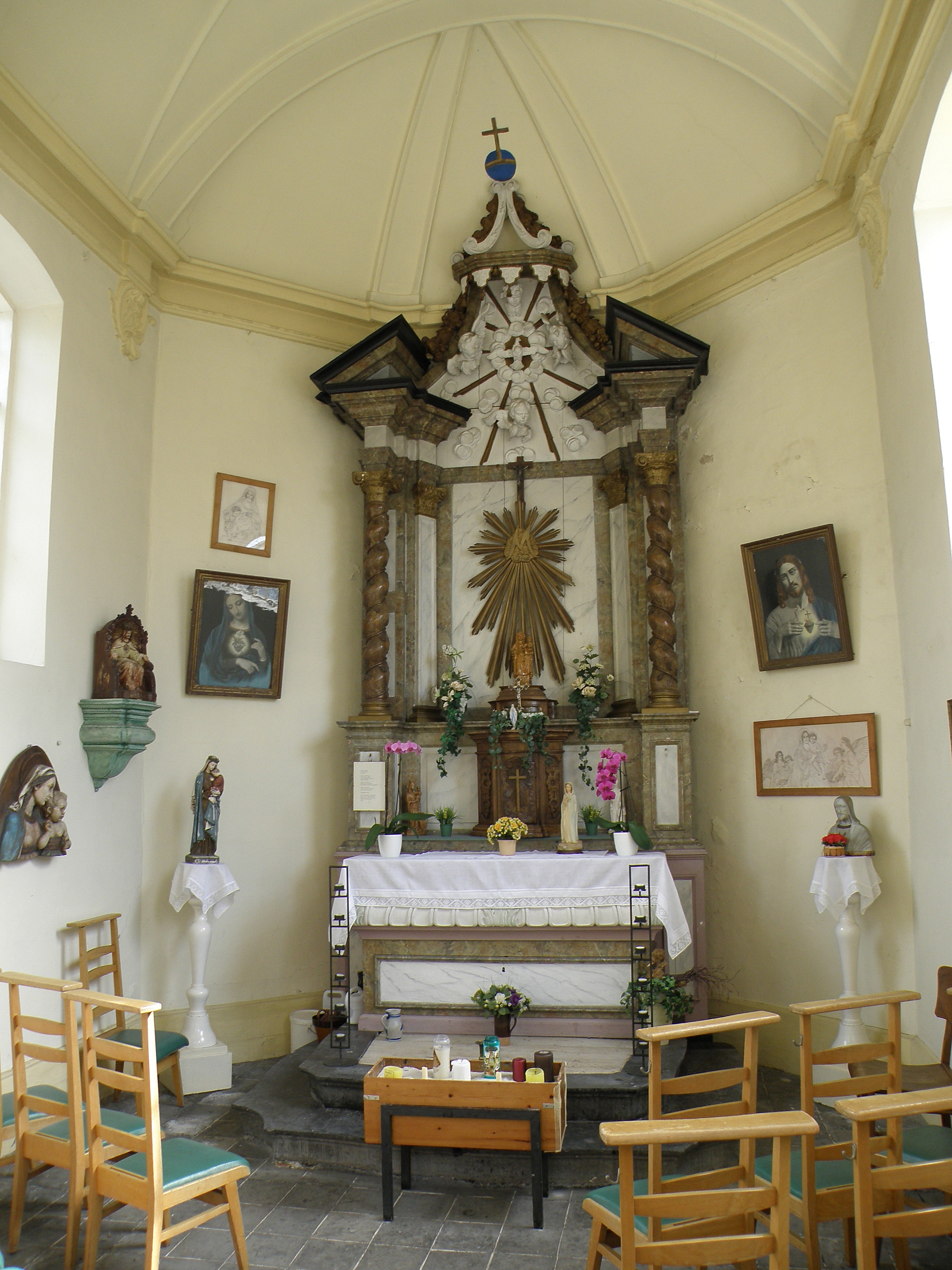
Reepkenskapel

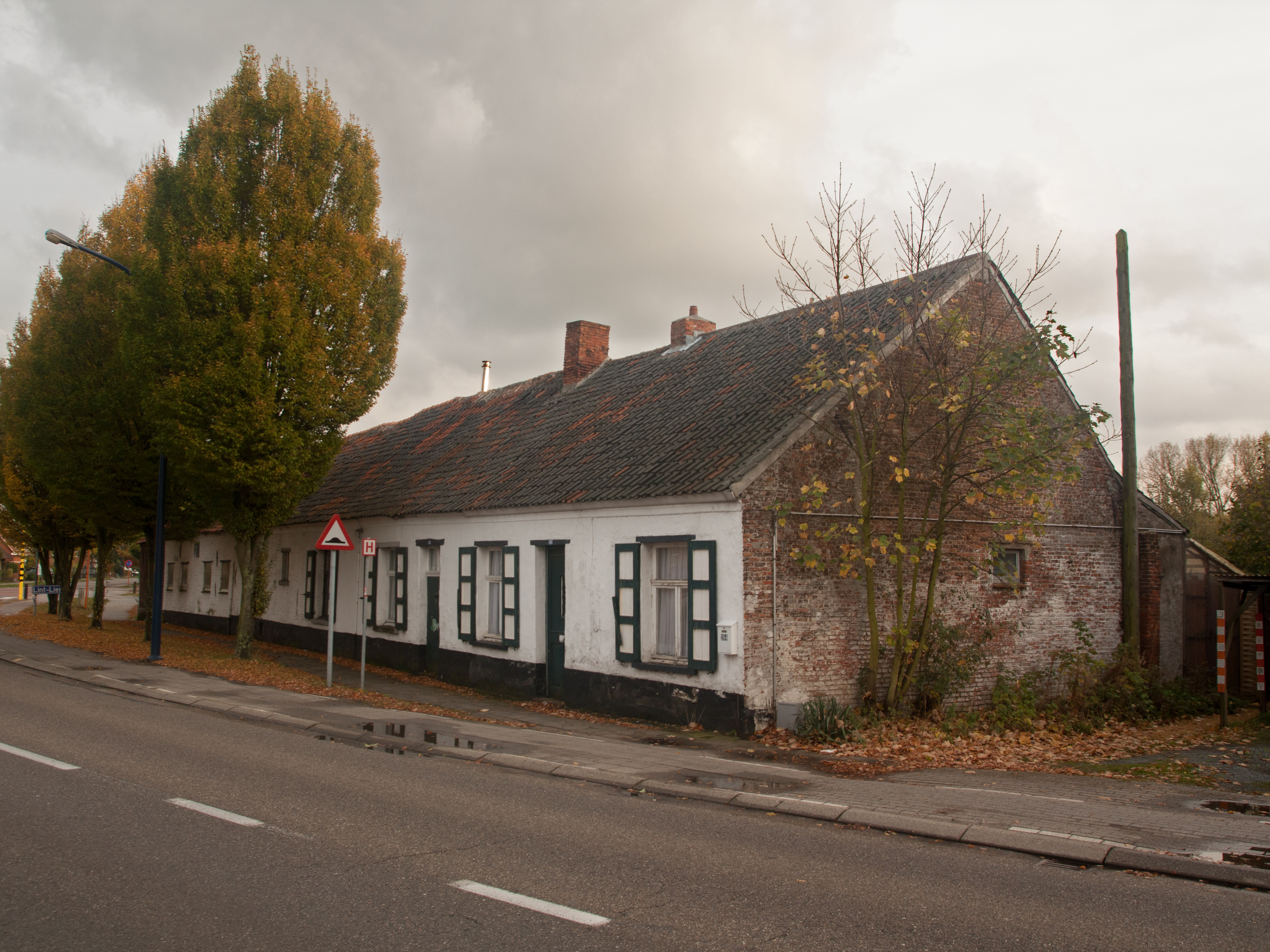
Ooststatiestraat 264-268

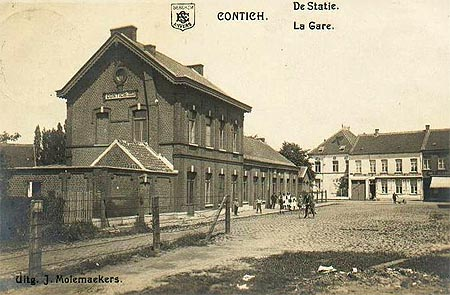
Oude postkaart van het station Kontich-Dorp

### Historische gebouwen
- Oud-Gemeentehuis: gemeentehuis in Rundbogenstil naar een ontwerp van Eugeen Gife uit 1860. De raadzaal is versierd met schilderijen van J.B. Huysmans uit 1905.
- Oud-Gemeentehuis Waarloos: dit voormalige gemeentehuis werd in 1903-1904 opgetrokken in neo-Vlaamse renaissancestijl, naar een ontwerp van Karel Janssens.
- Kasteel Tanghof: rococokasteel met een trapeziumvormige hofgracht en een landschapspark met een beeld van Apelles gemaakt door Walter Pompe. De eerste vermelding dateert reeds uit de 12e eeuw, maar het kasteel werd ingrijpend veranderd tussen 1730 en 1780.
- Kasteel Altena: landhuis met park en brede ovale omgrachting uit de 19e eeuw
- Sint-Martinushof: laat-classicistisch herenhuis met empire-inslag uit 1836
- Het Kasteel Groeningenhof: dit oorspronkelijk waterkasteel, ook wel Kontich(s)hof genaamd, uit de 17e eeuw is in neo-Vlaamse renaissancestijl met neogotische elementen gebouwd.
- Kazerne te Kontich-Kazerne: een infanterie-depot gebouwd in 1877-79 en gelegen in een rechthoekig ommuurd domein langsheen de spoorweg Antwerpen-Brussel. Het gebouw werd in recente jaren ingrijpend aangepast en kreeg een nieuwe bestemming.
- Jongensschool Molenstraat: schoolgebouw in neorenaissance-stijl uit 1854 en uitgebreid met een onderwijzerswoning in 1862.
- Neoclassicistisch herenhuis uit 1903 naar ontwerp van de gebroeders Hellemans. In de voortuin staan een beeldbepalende rode beuk.
- Brouwerij De Sleutel: De Sleutel bestond reeds voor 1429 als boerderij. Een eerste vermelding als brouwerij dateert uit een verkoopakte uit 1739 waar het beschreven staat als hoeve met brouwerij. Tijdens de Eerste Wereldoorlog werd de installatie uitgebroken en tot 1933 werd er gebrouwen in ijzeren ketels.
- Brouwerij De Arend: deze brouwerij werd slechts gedeeltelijk bewaard.
- Begraafplaats van Kontich: Onder meer Abraham Hans en Phil Bosmans vonden hier hun laatste rustplaats. In 2018 werd hier een vredesboom geplant ter herdenking van het einde van de Eerste Wereldoorlog.

### Religieuze bouwwerken
- De Sint-Martinuskerk: grotendeels neogotische kruiskerk met romaanse toren, oorspronkelijk gewijd aan Onze-lieve-vrouw, maar hernoemd naar de oude kerk. Ze werd gebouwd tussen 1087 en 1149. De kerk werd verwoest na een brand in 1572 en hersteld in 1604, daarbij werden de nog bestaande muren van koor en kerk bewaard.
- De Sint-Michielskerk: neogotische pseudokruisbasiliek met een deels ommuurd en omhaagd kerkhof in de deelgemeente Waarloos. De neogotische interieuraankleding werd grotendeels uitgevoerd door het atelier van J.-B. de Béthune. Het kerkhof herbergt onder meer de grafkelder en -zerk van de familie Della Faille uit de 17e eeuw.
- De Onze-Lieve-Vrouw-Onbevlekt-Ontvangenkerk: de parochiekerk van Kontich-Kazerne werd gebouwd in 1932 naar ontwerp van Carlos Van der Voodt.
- De Sint-Ritakerk: deze hallenkerk werd in 1936-37 gebouwd naar een ontwerp van Jos Willems in de nieuwe zakelijkheid.
- Sint-Ritacollege en augustijnenklooster: de kloostergebouwen werden opgetrokken in 1936-37 naar een ontwerp van Jos Willems in nieuwe zakelijkheid. Het Kloostergebouw wordt aan de oost- en zuidzijde geflankeerd door de schoolgebouwen die in harmonie met de bestaande gebouwen werden opgetrokken in 1938 en 1949.
- Reepkenskapel: rechthoekige classicistische kapel toegewijd aan Onze-Lieve-Vrouw ter Sneeuw. De oudste vermelding dateert uit 1440 als "capelle langs de heerstraete". Ze was oorspronkelijk bestemd voor de eredienst der pestlijders. In de onmiddellijke omgeving bevonden zich tot de 17e eeuw pesthuisjes en een galg. Vermoed wordt dat ter dood veroordeelden een pauze namen bij dit bedehuisje. De benaming Onze-Lieve-Vrouw ter Sneeuw werd voor eerst vermeld in het begin van de 18e eeuw. Ze werd ernstig beschadigd tijdens de Beeldenstorm en verbouwd in 1632-33 en 1650-52. In 1755-56 werd ze herbouwd naar een (vermoedelijk) ontwerp van P. De Doncker uit Brussel.

### Musea
- Museum voor Heem- en Oudheidkunde

### Houtig erfgoed
- Aan weerszijden van de Edegemse beek staan  meerdere knotessen. Zij getuigen van een historische beheersvorm die steeds zeldzamer wordt.
- Op de hoek van de Kerkelei met de steenweg staat een beeldbepalende rode beuk.

## Natuur en landschap

### Natuur
- Oude spoorwegberm: dit groene lijnrelict volgt de voormalige spoorlijn Wilrijk-Mechelen. Hier heeft zich een aaneenschakeling van verschillende types vegetatie ontwikkelend. Zo is er een opvallende opslag van zomereik, robinia en andere types loofbomen. Op de vochtigere (en bijgevolg voedselrijkere) gronden vindt men hazelaar en Gelderse roos. Op de allervochtigste plaatsen domineren zwarte els, allerhande wilgensoorten, en moerasplanten. Langsheen de taluds vinden zich talrijke ecologisch waardevolle meidoorns. Ten slotte bevinden er zich talrijke doch gefragmenteerde stukjes verruigd grasland.[9]
- Hessepoelbos: bosgebied in Waarloos met een ecologische, sociale en educatieve functie.
- Het Kapellekesbos: kreupelhoutbosje en populieren-boomakker (privé, toegankelijk)
- De Vuile Plas & het Molenbos: opgehoogde terrein ten oosten en westen van de E19. Van de oorspronkelijke plas en het bos is er nog weinig te zien. De vegetatie op beide terreinen bevindt zich in een pioniersstadium. Zowel de Vuile Plas als het Molenbos zijn eigendom van het Vlaams Gewest, en in principe niet toegankelijk.
- Het Broekbos: een moerasbos voornamelijk beplant met populieren. (privé, niet toegankelijk voor publiek)
- De Pannebossen: eerder artificiële bomenlaag bestaande uit eik en berk met biologisch waardevolle ondergroei. Zo treft men hier verschillende voorjaarsbloeiers zoals onder andere wilde kamperfoelie en adelaarsvaren. Daarnaast treft men er pijpenstrootje en bramen aan. (privé, niet toegankelijk voor publiek)

### Parken
- Het gemeentepark in het centrum van Kontich met onder meer volgende parkbomen: tamme kastanje, witte paardenkastanje, rode beuk, gewone plataan en esdoorn.
- Altenapark: het Altenapark is gelegen langs de Antwerpsesteenweg rond kasteel Altena. Het werd aangelegd in de Engelse landschapsstijl in de tweede helft van de 19de eeuw. Het bestaat voornamelijk uit volgroeide bomen. Een groot aandeel van het bomenbestand bestaat uit gewone en rode beuken en tamme kastanjes. Veel bomen hebben reeds een monumentale omvang bereikt.[10] Daarnaast komen ook nog volgende soorten voor: taxus, witte paardenkastanje, zomereik, gewone es, esdoorn, haagbeuk, hulst en berk. Recent werd het park rond het Mina Telghuis opengesteld voor het publiek waardoor het openbaar park vergroot werd.
- Het Beukenhof: het park rond het gelijknamige kasteel, thans onderkomen van de huidige tekenacademie (privé).

- Het Groeningenhof: kasteel met parkbos dat in huidige vorm dateert uit het einde van de 19de eeuw. Het is een halfopen landschap met bossen, velden, dreven, (knot)bomenrijen en solitaire bomen. Het bos bestaat voornamelijk uit zuur beukenbos en één perceel populier. In een nabijgelegen populierenbosje vindt men een ontwikkelde kruidlaag van alluviaal elzenbos. Het domein zelf is privé eigendom en niet toegankelijk.[11][12]  Het open landschap en de eikendreven rond het domein zijn wel toegankelijk.

## Demografie
Hoewel er van voor 1766 geen exacte cijfers over de bevolkingsdichtheid bestaan, kunnen we wel beschikken over ruwe schattingen over de bevolkingsaantallen.
Zo wordt er gesteld dat in het vroege Kontich van voor 1374 ongeveer 700 personen op het grondgebied Kontich en zijn voormalige gehucht Lint woonden. Voor de 15e eeuw schommelt het aantal tussen 800 en 1000. In 1526 bereikt de bevolking een tijdelijk hoogtepunt met 1230 zielen. Daarna gaat het weer bergaf tot amper 710 mensen in 1600. Dit was mogelijk een gevolg van de Spaanse troepen en vrijbuiters (zoals de bende van de beruchte Maarten van Rossum) die deze streken teisterden.
Vanaf de 17e eeuw gaan de bevolkingscijfers weer de hoogte in tot 1900 inwoners. Vanaf dan worden de cijfers preciezer, in 1766 worden er 2188 bewoners geteld en in 1789 zelfs 2790 en het bevolkingscijfer blijft in stijgende lijn gaan. In 1840 worden er 3687 genoteerd en in 1900 wordt de kaap van 5000 overschreden.

### Demografische ontwikkeling voor de fusie
- Bronnen:NIS, Opm:1806 tot en met 1970=volkstellingen; 1976 = inwoneraantal op 31 december

### Demografische ontwikkeling van de fusiegemeente
Alle historische gegevens hebben betrekking op de huidige gemeente, inclusief deelgemeenten, zoals ontstaan na de fusie van 1 januari 1977.
- Bronnen:NIS, Opm:1806 tot en met 1981=volkstellingen; 1990 en later= inwonertal op 1 januari

| Inwoners van jaar tot jaar op 1 januari 1992 tot heden | Inwoners van jaar tot jaar op 1 januari 1992 tot heden | Inwoners van jaar tot jaar op 1 januari 1992 tot heden |
| jaar                                                   | Aantal                                                 | Evolutie: 1992=index 100                               |
| ------------------------------------------------------ | ------------------------------------------------------ | ------------------------------------------------------ |
| 1992                                                   | 18.846                                                 | 100,0                                                  |
| 1993                                                   | 19.026                                                 | 101,0                                                  |
| 1994                                                   | 19.289                                                 | 102,4                                                  |
| 1995                                                   | 19.373                                                 | 102,8                                                  |
| 1996                                                   | 19.443                                                 | 103,2                                                  |
| 1997                                                   | 19.504                                                 | 103,5                                                  |
| 1998                                                   | 19.537                                                 | 103,7                                                  |
| 1999                                                   | 19.616                                                 | 104,1                                                  |
| 2000                                                   | 19.874                                                 | 105,5                                                  |
| 2001                                                   | 19.971                                                 | 106,0                                                  |
| 2002                                                   | 20.059                                                 | 106,4                                                  |
| 2003                                                   | 20.139                                                 | 106,9                                                  |
| 2004                                                   | 20.170                                                 | 107,0                                                  |
| 2005                                                   | 20.246                                                 | 107,4                                                  |
| 2006                                                   | 20.239                                                 | 107,4                                                  |
| 2007                                                   | 20.243                                                 | 107,4                                                  |
| 2008                                                   | 20.297                                                 | 107,7                                                  |
| 2009                                                   | 20.335                                                 | 107,9                                                  |
| 2010                                                   | 20.489                                                 | 108,7                                                  |
| 2011                                                   | 20.584                                                 | 109,2                                                  |
| 2012                                                   | 20.739                                                 | 110,0                                                  |
| 2013                                                   | 20.883                                                 | 110,8                                                  |
| 2014                                                   | 20.913                                                 | 111,0                                                  |
| 2015                                                   | 20.886                                                 | 110,8                                                  |
| 2016                                                   | 20.873                                                 | 110,8                                                  |
| 2017                                                   | 20.952                                                 | 111,2                                                  |
| 2018                                                   | 21.074                                                 | 111,8                                                  |
| 2019                                                   | 21.115                                                 | 112,0                                                  |
| 2020                                                   | 21.203                                                 | 112,5                                                  |
| 2021                                                   | 21.260                                                 | 112,8                                                  |
| 2022                                                   | 21.340                                                 | 113,2                                                  |
| 2023                                                   | 21.624                                                 | 114,7                                                  |
| 2024                                                   | 21.693                                                 | 115,1                                                  |
| 2025                                                   | 21.801                                                 | 115,7                                                  |

## Politiek

### Structuur
De Belgische gemeente Kontich wordt bestuurd door het schepencollege en burgemeester Bart Seldeslachts (N-VA), dit is de uitvoerende macht op lokaal niveau. Bestuurlijk valt de gemeente onder het Bestuurlijk arrondissement Antwerpen van de provincie Antwerpen. Aan het hoofd van het arrondissement staat het arrondissementscommissariaat geleid door arrondissementscommissaris Luc Maes, de provincie wordt geleid door een deputatie met aan het hoofd gouverneur Cathy Berx (CD&V).
De wetgevende macht op lokaal niveau is de gemeenteraad met gemeenteraadsvoorzitter Marleen Van den Eynde. De gemeente valt onder het kieskanton Kontich bij verkiezingen voor de verschillende niveaus. Voor de verkiezing van de provincieraad is de gemeente ingedeeld in het provinciedistrict Boom in het kiesarrondissement Antwerpen. Bij de verkiezingen voor de kamer van volksvertegenwoordigers en het Vlaams Parlement is de gemeente ingedeeld in de kieskring Antwerpen. Voor de verkiezingen van de Senaat (tot 2012) en het Europees Parlement behoort de gemeente tot het Nederlands kiescollege.
De derde macht van de trias politica – de rechterlijke macht – wordt uitgevoerd door het vredegerecht van het gerechtelijk kanton Kontich met aan het hoofd vrederechter E. Van den Eeden. Voorts is de gemeente ingedeeld in het gerechtelijk arrondissement Antwerpen met aan het hoofd procureur des Konings Herman Dams en het gerechtelijk gebied Antwerpen met procureur-generaal Yves Liégeois aan het hoofd.
| Kontich          | Kontich          | Supranationaal         | Nationaal                         | Nationaal           | Gemeenschap         | Gewest              | Provincie           | Arrondissement  | Provinciedistrict | Kanton          | Gemeente        |
| ---------------- | ---------------- | ---------------------- | --------------------------------- | ------------------- | ------------------- | ------------------- | ------------------- | --------------- | ----------------- | --------------- | --------------- |
| Administratief   | Niveau           | Europese Unie          | België                            | België              | Vlaanderen          | Vlaanderen          | Antwerpen           | Antwerpen       | Antwerpen         | Antwerpen       | Kontich         |
| Administratief   | Bestuur          | Europese Commissie     | Belgische regering                | Belgische regering  | Vlaamse regering    | Vlaamse regering    | Deputatie           | Deputatie       | Deputatie         | Deputatie       | Gemeentebestuur |
| Administratief   | Raad             | Europees Parlement     | Kamer van volksvertegenwoordigers | Vlaams Parlement    | Vlaams Parlement    | Vlaams Parlement    | Provincieraad       | Provincieraad   | Provincieraad     | Provincieraad   | Gemeenteraad    |
| Kiesomschrijving | Kiesomschrijving | Nederlands Kiescollege | Kieskring Antwerpen               | Kieskring Antwerpen | Kieskring Antwerpen | Kieskring Antwerpen | Kieskring Antwerpen | Antwerpen       | Boom              | Kontich         | Kontich         |
| Verkiezing       | Verkiezing       | Europese               | Federale                          | Federale            | Vlaamse             | Vlaamse             | Provincieraads-     | Provincieraads- | Provincieraads-   | Provincieraads- | Gemeenteraads-  |

#### Schepencollege[15]
- Burgemeester: Bart Seldeslachts (N-VA)
- OCMW-voorzitter: Merel Akkermans (N-VA)
- Schepencollege: Wim Claes (VLD + Lokaal), Willem Wevers (N-VA), Luc Abrams (VLD + Lokaal), Cindy Vanbaeden (N-VA), Peter Scholiers (N-VA), Peter Lambrechts (N-VA)
- Voorzitter gemeenteraad: Merel Akkermans (N-VA)

#### Gemeenteraad[16]
Overige leden:
- CD&V: Jasper Aertsens, Evy Van Santfoort
- N-VA: Christel Beyens, Guido Daelemans, Anja Poortmans, Luc Van Hoof, An Verlinden, Mia Wauters
- VLD + Lokaal: Sophie Baeckelmans, Stijn De Haes, Ronny Roothooft, Felicia Van Thuyne
- Dorpslijst Sander: Anton Van Belleghem, Linda Achten, Wim Annaert, Marjan De Nayer, Joris Dircx
- Vlaams Belang: Edwin Truyens, Marleen Wauben

### Geschiedenis

#### (Voormalige) Burgemeesters
| Periode | Periode     | Burgemeester                                             |
| ------- | ----------- | -------------------------------------------------------- |
|         | ? – 1807    | Dominique Brunin                                         |
|         | 1808 – 1830 | Charles François De Meulenaer                            |
|         | 1830 – 1840 | Frederik Feremans                                        |
|         | 1841 – 1849 | Bernard Fiocco                                           |
|         | 1849 – 1859 | Simon de Neuf de Burght                                  |
|         | 1859 – 1884 | Pierre Peeters                                           |
|         | 1885 – 1907 | Leopold Feremans (Kath.Partij)                           |
|         | 1908 – 1918 | René Sansen (Kath.Partij)                                |
|         | 1918 – 1929 | Karel Schroyens (Kath.Partij / Kath. Verbond van België) |
|         | 1929 – 1936 | Frans Deconinck (Kath. Verbond van België)               |
|         | 1936 – 1939 | Edward Geerts (Kath. Verbond van België)                 |
|         | 1939 – 1942 | Albert Apers (Liberale Partij)                           |
|         | 1942 – 1943 | Louis Hellemans (dienstdoend)                            |

| Periode | Periode      | Burgemeester                               |
| ------- | ------------ | ------------------------------------------ |
|         | 1943 – 1944  | Jozef Tolleneer (VNV, oorlogsburgemeester) |
|         | 1945 – 1964  | Edward Geerts (CVP)                        |
|         | 1965 – 1970  | Frans Van Roy (CVP)                        |
|         | 1971 – 1977  | Louis Verhaert (CVP / CVB)                 |
|         | 1978 – 1982  | Jean Van den Wyngaert (BSP / SP)           |
|         | 1983 – 1988  | Marus Kempenaers (PVV)                     |
|         | 1989 – 1992  | Jef Van linden (CVP)                       |
|         | 1992 – 1994  | Jef Plasmans (CVP)                         |
|         | 1995 – 2000  | Marus Kempenaers (PVV / VLD)               |
|         | 2001 – 2008  | Jef Van linden (CD&V)                      |
|         | 2009 – 2012  | Luc Blommaerts (CD&V)                      |
|         | 2013 – 2015  | Erik Jacobs (N-VA)                         |
|         | 2016 – heden | Bart Seldeslachts (N-VA)                   |

#### Legislatuur 1911–1918
Voor deze verkiezingen had de Liberale Partij een kartel gevormd met de socialisten van de BWP. De Katholieke Partij behaalde echter een ruime meerderheid van 500 stemmen (Kontich telde iets meer dan 6000 inwoners). Burgemeester werd de uit Poperinge afkomstige René Sansen. Schepenen werden Frans Van Roy en Edward De Meulder (van brouwerij De Sleutel). Een van de eerste beslissingen van Sansen in 1912 was de aankoop van een grond aan de Duffelsesteenweg voor de aanleg van een nieuwe begraafplaats. Achter de kerk liet hij een parkje aanleggen met een water spuitende krokodil als fontein.
Tijdens deze legislatuur namen de liberalen afscheid van hun lokaal het Gulden Hoofd en verhuisden ze naar Ons Welzijn, de latere cinema Rio. Tevens nam hun voorzitter – vrederechter Edmond Bouwens – tijdens deze legislatuur ontslag. De socialisten, die in deze periode een gestage opgang maakten, vergaderden in 'Het Wiphuis' in de Drabstraat.

#### Legislatuur 1977–1982
Tijdens deze legislatuur fuseerde Kontich met de naburige gemeente Waarloos. De nieuwe naam van de fusiegemeente werd in de volksmond spottend “Kont-loos” genoemd. De toenmalige CVP behaalde een absolute meerderheid met 48,36% van de stemmen, goed voor 14 van de 25 zetels. De partij belandde evenwel toch in de oppositie, nadat burgemeester Verhaert en raadslid Van de Velde een eigen fractie (CVB) oprichtte na onenigheid over de aanstelling van De Bruyn als schepen. De Volksunie behaalde 23,94% (6 zetels), de BSP 14,58% (3 zetels), de PVV 9,77% (2 zetels) en de lijst OLIJK ten slotte wist 3,35% van de kiezers te overtuigen. 
Er werd een coalitie gevormd tussen CVB, PVV, BSP en Volksunie. Initieel werd afgesproken dat Verhaert burgemeester werd, maar nadat deze na een jaar nog niet beëdigd was werd de socialist Jean Van den Wijngaert in deze functie aangesteld. Schepenen waren Louis Verhaert, Frans Van de Velde (beiden CVB) Marus Kempenaers (PVV), Jef Steurs en Edmond Van den Houwe (beiden VU).

#### Legislatuur 1983–1988
De CVP verloor bij deze verkiezingen 18,19% van haar stemmen en strandde op 30,17%, goed voor 9 zetels. Eveneens in het kamp van de verliezers bevond zich de Volksunie die een verlies van 7,71 moesten inkasseren en nog 16,23% (oftewel 4 raadsleden) overhielden. Deze stemmen gingen in belangrijke mate naar de nieuwkomers in de Kontichse politieke arena, zo behaalde Agalev 8,72% (2 zetels), de CVP-scheurlijst Gemeentebelangen volgde op korte afstand met 8,25% (eveneens 2 zetels) en de VU-scheurlijst Volksbelangen ten slotte overtuigde 7% van de kiezers en sleepte 1 zetel in de wacht.
Eveneens in het kamp van de verkiezingswinnaars bevonden zich de PVV van Marus Kempenaers met een winst van 3,92% (13,69%, drie zetels) en de SP. Deze laatste partij behaalde een winst van 1,37%, goed voor 15,95% van de stemmen en 4 raadsleden. Er werd een coalitie gesloten tussen de PVV, CVP en Volksbelangen met Kempenaers als burgemeester.

#### Legislatuur 1989–1994
Beide bestuurspartijen slaagden er deze verkiezingen in om vooruitgang te boeken. Zo zag de CVP haar stemmen opnieuw vermeerderen met 5,27% tot 35,44%. Goed voor een extra raadslid. Grote overwinnaar evenwel werd de PVV die haar stemmenaantal meer dan verdubbelde tot 27,27% (+ 13,58%) en 8 zetels behaalde. Eveneens bij de winnaars behoorden Agalev (+0,47%) en het Vlaams Blok. Deze partij kwam voor de eerste maal op in de gemeente en kon 5,68% van de kiezers overtuigen, echter onvoldoende voor een zetel in de gemeenteraad.
In het kamp van de verliezers bevond zich opnieuw de Volksunie (−6,37%), dat zijn kiezersaantal zag dalen tot 9,86% (2 zetels). Ook de SP deelde in de klappen en zag 3,4% van hun stemmen verloren gaan. De partij behaalde 15,95%, goed voor 3 zetels.
De coalitiebesprekingen waren erg chaotisch. Eerst droegen CVP en PVV Jef Plasmans voor als burgemeester, daarna droegen PVV, SP en VU Marus Kempenaers (PVV) voor. Ten slotte droegen CVP, VU en Agalev Edmond Van Den Hauwe (VU) voor als burgemeester. De meeste raadsleden hadden dus twee voordrachten getekend, wat verboden was. Bij de verkiezing van de schepenen vormde CVP, VU en Agalev de meerderheid. De minister weigerde de drie voordrachten en vroeg een nieuwe, waarna een vierde burgemeesterskandidaat, Jef Van linden werd voorgedragen door CVP, VU en Agalev (zonder Jef Plasmans). Uiteindelijk won Jef Plasmans in 1992 een proces hiertegen bij de Raad van State: zijn voordracht was onterecht geweigerd en de benoeming van Jef Van Linden werd vernietigd. Daarna werd Jef Plasmans alsnog burgemeester.

#### Legislatuur 1995–2000
De CVP kwam bij deze verkiezingen in gespreide slagorde aan de start met de scheurlijst Kontich-Waarloos Anders (KWA) als gevolg. Dit resulteerde in een stemmenverlies van 10,35% (25,09%, −2 zetels) voor CVP en 15,62% voor KWA (4 zetels). Eveneens tot de verliezers behoorden VLD (−4,04%), SP (−4,35%) en de Volksunie (−4,97%). Ze behaalden respectievelijk 23,23% (7 zetels), 8,2% (1 zetel) en 4,89%. Hierdoor verdween de Volksunie van het politiek toneel in de gemeente. Aan de kant van de winnaars bevonden zich andermaal Agalev en het Vlaams Blok met respectievelijk 11,91% (+2,72%) en 11,08% (+5,4%), voor Agalev leverde dit 3 zitjes in de gemeenteraad op, voor het Vlaams Blok slechts 2.
Het kwam tot een bestuurscoalitie tussen CVP en VLD met als burgemeester Marus Kempenaers. Afspraak was dat deze laatstgenoemde zijn burgemeestersjerp halfweg de legislatuur zou doorgeven aan Jef Van Linden. Deze weigerde dat evenwel, waardoor het tot een crisis kwam in het schepencollege en een breuk binnen de VLD van Marus Kempenaars. Hierin speelde tevens de aanpak van Kempenaers in het dossier Broekbos een rol.

#### Legislatuur 2001–2006
Bij deze verkiezingen werd het Kontichse politieke landschap grondig hertekend. Allereerst was er de kartellijst 'Appel' een gelegenheidssamengaan van SP, VU-ID, enkele dissidente liberalen, ACV'ers en onafhankelijken. Kandidaten op deze lijst waren onder meer de liberale schepen van Financiën in de vorige legislatuur Rony De Cock Daarnaast was er tevens de scheurlijst K.TICH van gemeenteraadslid Karin Verbaet.
De CVP en KWA langs de andere kant hergroepeerden zich en kwamen bij deze verkiezingen opnieuw op een gezamenlijke lijst op. Deze bundeling van krachten resulteerde in 31,45% van de stemmen (9 zetels), wat evenwel een verlies van 9,26% betekende ten overstaan van het opgetelde resultaat bij de vorige verkiezingen. De VLD van zijn kant voelde het verlies van de dissidente liberalen nauwelijks en boekt een klein verlies van 2,57%. De partij behield 20,66% en zes raadsleden.
Zowel Agalev als het Vlaams Blok bevonden zich opnieuw in het kamp van de winnaars. Agalev zag zijn stemmenaantal vermeerderd tot 14,33% (+3,42%) en het Vlaams Blok overtuigde 16,49% van de kiezers (+5,41%). Goed voor respectievelijk 3 en 4 zetels in de gemeenteraad. APPEL verging het minder goed, zij konden slechts 9,46% kiezers (2 zetels) overtuigen, een verlies van 6,63% ten overstaan van de opgetelde resultaten van de vorige verkiezingen van VU en SP. K.TICH ten slotte behaalde 7,6%, goed voor 1 zetel. De coalitie van CVP en VLD werd verder gezet met Jef Van linden als burgemeester.

#### Legislatuur 2006–2012
De coalitie van CD&V en VLD uit de vorige legislatuur hield nipt haar meerderheid met 14 van de 27 zetels. Het conservatieve kartel CD&V-N-VA behaalde 9 zetels en VLD 5. Het progressief kartel sp.a-Spirit-Groen! behaalde 7 zetels en het Vlaams Belang steeg van 4 naar 6 zetels. Stemmenkampioen bleef zittend burgemeester Jef Van linden met 1.479 (145 meer dan in 2000) voorkeursstemmen, kort gevolgd door Vlaams Belang-Vlaams Parlementslid Marleen Van den Eynde die haar naamstemmen ten overstaan van 2000 bijna zag verdubbelen van 754 naar 1.365.
CD&V en VLD sloten reeds op de verkiezingsavond een nieuw bestuursakkoord. Burgemeester werd Jef Van linden (CD&V). Voorts bestond het schepencollege uit Luc Blommaerts, Jef Plasmans, Erna Depauw, Jos Jacobs (allen CD&V), Annemie Kempenaers en Luc Abrams (beide VLD). OCMW-voorzitster was ... (CD&V). Op 1 januari 2009 nam Luc Blommaerts de burgemeestersjerp over van partijgenoot Jef Van Linden. Na de burgemeesterswissel nam Josée Vingerhoets (CD&V) ontslag uit de gemeenteraad om OCMW-voorzitster te worden. Eerder nam schepen Jos Jacobs eind oktober 2007 reeds ontslag, hij werd opgevolgd door Eddy Verbist.
Voorts bestond de gemeenteraad uit Marleen Zeuwts, Eric Van den Eynde, Maria Van Sweevelt & Wouter Daelemans (voor CD&V-N-VA), Eddy Florent, Karel Van Elshocht & Kevin Bal (voor VLD), Joost Fillet, Stefan Vandevorst, Eliane de Boeck, Christel Birchen, Nordin Sebaoui, Jolien Vandenbroele & Erwin Van den Bergh (voor sp.a-Spirit-Groen!) en Marleen Van den Eynde, Benny Mees, Immanuel Crauwels, Fons Francken, Vera Stappaerts & Walter Claes (voor Vlaams Belang).

#### Legislatuur 2013–2018
Bij de lokale verkiezingen 2012 werd het Kontichse politieke landschap hertekend, in tegenstelling tot de vorige legislatuur werden er twee kieslijsten meer ingediend. Zo werd zowel het kartel CD&V-N-VA, als het kartel sp.a-spirit-Groen verbroken. De sp.a behaalde op eigen krachten 6,48% van de stemmen, goed voor één raadslid en Dorpslijst Sander met Joost Fillet als lijsttrekker behaalde 18,94%, wat resulteerde in 5 zitjes in de gemeenteraad. Hoewel de voormalige progressieve kartelpartners dus in absolute cijfers een lichte vooruitgang boekten van 0,5% (25,42% ten opzichte van 24,92% in 2006), ging er aan de linkerzijde dus een zitje verloren. Open Vld bevond zich in het kamp van de verliezers en moest 1 zetel prijsgeven bij een verlies van 4% ten overstaan van 2006.
CD&V was de grote verliezer bij deze verkiezingen en zag bijna 10,85% van de stemmen verloren gaan ten overstaan van de vorige verkiezingen toen ze in Valentijnskartel met N-VA 32,97 behaalden. Dit vertaalde zich in een verlies van 3 zetels. Die N-VA met Erik Jacobs als lijsttrekker bleek de winnaar van de lokale stembusgang te Kontich. De partij wist haar aantal raadszetels naar 9 te vermeerderen en behaalde 29,24%. Ten slotte moest ook het Vlaams Belang met toenmalig Vlaams Parlementslid Marleen Van den Eynde als lijsttrekker een mokerslag incasseren, de partij verloor bijna 2/3de van haar kiespubliek ten opzichte van 2006 (van 23,25% naar 8,45%). Dit resulteerde op haar beurt in een zetelverlies van 6 naar 2. De populairste Kontichse politicus in 2012 was zittend burgemeester Luc Blommaerts (CD&V) met 1.200 voorkeurstemmen, vervolgens Erik Jacobs (N-VA) met 791 en derde was Annemie Kempenaers (Open Vld) met 754 naamstemmen. Joost Fillet (Dorpslijst Sander - 746) en Anja Rens (N-VA - 559) – zus van Yasmine – vervolledigden de top 5.
Op de verkiezingsavond 2012 startten er coalitieonderhandelingen tussen N-VA en Dorpslijst Sander, die samen een meerderheid vormen met 14 zetels op 27. Hier kwam na acht weken overleg een bestuursakkoord uit voort, waarbij Erik Jacobs (N-VA) werd aangeduid als toekomstig burgemeester. Voorts zal de bestuursploeg bestaan uit Pieter Defoort, Willem Wevers en Bart Seldeslachts (allen N-VA) en Joost Fillet, Veerle Van Dyck en Wim Annaert (allen Dorpslijst Sander). OCMW-voorzitter werd Mia Wauters (N-VA). Op 1 januari 2016 nam Bart Seldeslachts de burgemeestersjerp over van partijgenoot Erik Jacobs. Anja Rens volgde Seldeslachts op als schepen.

#### Legislatuur 2019–2024
Burgemeester was Bart Seldeslachts (N-VA). Hij leidde een coalitie van N-VA en Open-Vld die samen 15 zetels op 27 zetels telden.

#### Legislatuur 2024-2030
Bart Seldeslachts (N-VA) bleef burgemeester van Kontich. Hij ging een coalitie vormen met N-VA en VLD + Lokaal die samen 18 van de 27 zetels hadden behaald.

#### Resultaten gemeenteraadsverkiezingen sinds 1976
| Partij of kartel     | Partij of kartel                                                  | 10-10-1976 | 10-10-1976 | 10-10-1982 | 10-10-1982 | 9-10-1988 | 9-10-1988 | 9-10-1994 | 9-10-1994 | 8-10-2000 | 8-10-2000 | 8-10-2006 | 8-10-2006 | 14-10-2012 | 14-10-2012 | 14-10-2018 | 14-10-2018 | 13-10-2024 | 13-10-2024 |
| Stemmen / Zetels     | Stemmen / Zetels                                                  | %          | 25         | %          | 25         | %         | 25        | %         | 25        | %         | 25        | %         | 27        | %          | 27         | %          | 27         | %          | 27         |
| -------------------- | ----------------------------------------------------------------- | ---------- | ---------- | ---------- | ---------- | --------- | --------- | --------- | --------- | --------- | --------- | --------- | --------- | ---------- | ---------- | ---------- | ---------- | ---------- | ---------- |
|                      | PVDA                                                              | -          |            | -          |            | -         |           | -         |           | -         |           | -         |           | -          |            | 3,3        | 0          | -          |            |
|                      | SP1 / AppelY / sp.a-spirit-Groen!C / sp.a-pro2 / sp.a3 / Vooruit4 | 14,581     | 3          | 15,951     | 4          | 12,551    | 3         | 8,21      | 1         | 9,46Y     | 2         | 24,92C    | 7         | 6,482      | 1          | 3,93       | 0          | 5,04       | 0          |
|                      | Agalev1 / sp.a-spirit-Groen!C / Dorpslijst Sander2                | -          |            | 8,721      | 2          | 9,191     | 2         | 11,911    | 3         | 14,331    | 3         | 24,92C    | 7         | 18,942     | 5          | 16,92      | 5          | 17,92      | 5          |
|                      | KWAG / CVP-KW+A                                                   | 48,361     | 12+2       | 30,171     | 9          | 35,441    | 10        | 15,62G    | 4         | 31,45A    | 9         | 32,97B    | 9         | 22,122     | 6          | 17,72      | 5          | 11,12      | 2          |
|                      | CVP1 / CVP-KW+A / CD&V-N-VAB / CD&V2                              | 48,361     | 12+2       | 30,171     | 9          | 35,441    | 10        | 25,091    | 8         | 31,45A    | 9         | 32,97B    | 9         | 22,122     | 6          | 17,72      | 5          | 11,12      | 2          |
|                      | VU1 / AppelY / CD&V-N-VAB / N-VA2                                 | 23,941     | 6          | 16,231     | 4          | 9,861     | 2         | 4,891     | 0         | Y         |           | 32,97B    | 9         | 29,242     | 9          | 31,92      | 10         | 37,62      | 12         |
|                      | VolksbelangenX                                                    | 23,941     | 6          | 7,0X       | 1          | 27,271    | 8         | 23,232    | 7         | 20,662    | 6         | 18,862    | 5         | 14,783     | 4          | 17,93      | 5          | 19,74      | 6          |
|                      | PVV1 / VLD2 / Open Vld3 / VLD+Lokaal4                             | 9,771      | 2          | 13,691     | 3          | 27,271    | 8         | 23,232    | 7         | 20,662    | 6         | 18,862    | 5         | 14,783     | 4          | 17,93      | 5          | 19,74      | 6          |
|                      | K.TICHQ                                                           | 9,771      | 2          | 13,691     | 3          | 27,271    | 8         | 23,232    | 7         | 7,6Q      | 1         | -         |           | -          |            | -          |            | -          |            |
|                      | Vlaams Blok1 / Vlaams Belang2                                     | -          |            | -          |            | 5,681     | 0         | 11,081    | 2         | 16,491    | 4         | 23,252    | 6         | 8,452      | 2          | 8,32       | 2          | 8,72       | 2          |
|                      | Gem.Bel                                                           | -          |            | 8,25       | 2          | -         |           | -         |           | -         |           | -         |           | -          |            | -          |            | -          |            |
|                      | o.l.i.j.k                                                         | 3,35       | 0          | -          |            | -         |           | -         |           | -         |           | -         |           | -          |            | -          |            | -          |            |
| Totaal stemmen       | Totaal stemmen                                                    | 11162      | 11162      | 12169      | 12169      | 13017     | 13017     | 13229     | 13229     | 13854     | 13854     | 14466     | 14466     | 14710      | 14710      | 14852      | 14852      | 10705      | 10705      |
| Opkomst %            | Opkomst %                                                         |            |            |            |            | 94,79     | 94,79     | 92,31     | 92,31     | 92,22     | 92,22     | 93,95     | 93,95     | 91,57      | 91,57      | 92,9       | 92,9       | 64,7       | 64,7       |
| Blanco en ongeldig % | Blanco en ongeldig %                                              | 4,17       | 4,17       | 3,69       | 3,69       | 3,36      | 3,36      | 4,44      | 4,44      | 3,52      | 3,52      | 3,47      | 3,47      | 2,11       | 2,11       | 2,1        | 2,1        | 0,5        | 0,5        |

De zetels van de gevormde coalitie staan vetjes afgedrukt. De grootste partij is in kleur. Bronnen: 1976-2000: Verkiezingsdatabase Binnenlandse Zaken // 2006-2012: Verkiezingsuitslagen 2006 vs 2012, Gazet van Antwerpen

## Cultuur

### Muziek
- Op 9 oktober 1977 werd in Kontich de inspiratie gevonden voor de AC/DC-klassieker Bedlam in Belgium. De band trad er op in zaal Thier Bräuhof op uitnodiging van motorbende Outlaws uit Mechelen, het was de laatste dag van het Europese luik van de Let There Be Rock-tour (1977). Een politie-eenheid legde toen het optreden van de band stil, waarbij één rijkswachter het podium beklom met pistool.[36] Bedlam in Belgium is terug te vinden op het Flick of the Switch-album (1983) van de band.
- Sinds 1988 wordt in het Sint-Rita College jaarlijks Schoolrock georganiseerd. Het muziekfestival vindt jaarlijks plaats op de laatste zaterdag van april.
- Jeugdhuis Lintfabriek werd opgericht in 1982 en bouwde tot ver buiten de landsgrenzen een reputatie op als legendarische underground rocktempel. In 2006 zag de organisatie zich echter verplicht de deuren te sluiten door een vernietigend brandweerrapport. In 2010 werd besloten de handen ineen te slaan met vzw Karick en konden de activiteiten hervat worden in de Pauwhoevestraat 10. In oktober 2011 kwam er een einde aan de samenwerking en besloot vzw Karick tot vereffening over te gaan.
- Jeugdhuis Kom Af te Kontich Kazerne, sinds 2014 gesloten.
- Jeugdhuis Den Trap te Waarloos
- Discotheek Copa Cabana te Waarloos

### Beeldcultuur
- In 1978 maakte Jef Cornelis met scenarist Geert Bekaert de reportage Rijksweg N1,[37] een audiovisueel onderzoek in zeven hoofdstukken, over het stuk rijksweg tussen Kontich en Walem. Het camerawerk was van Guido Van Rooy en de sonorisatie gebeurde door componist André Laporte.[38]

### Theater

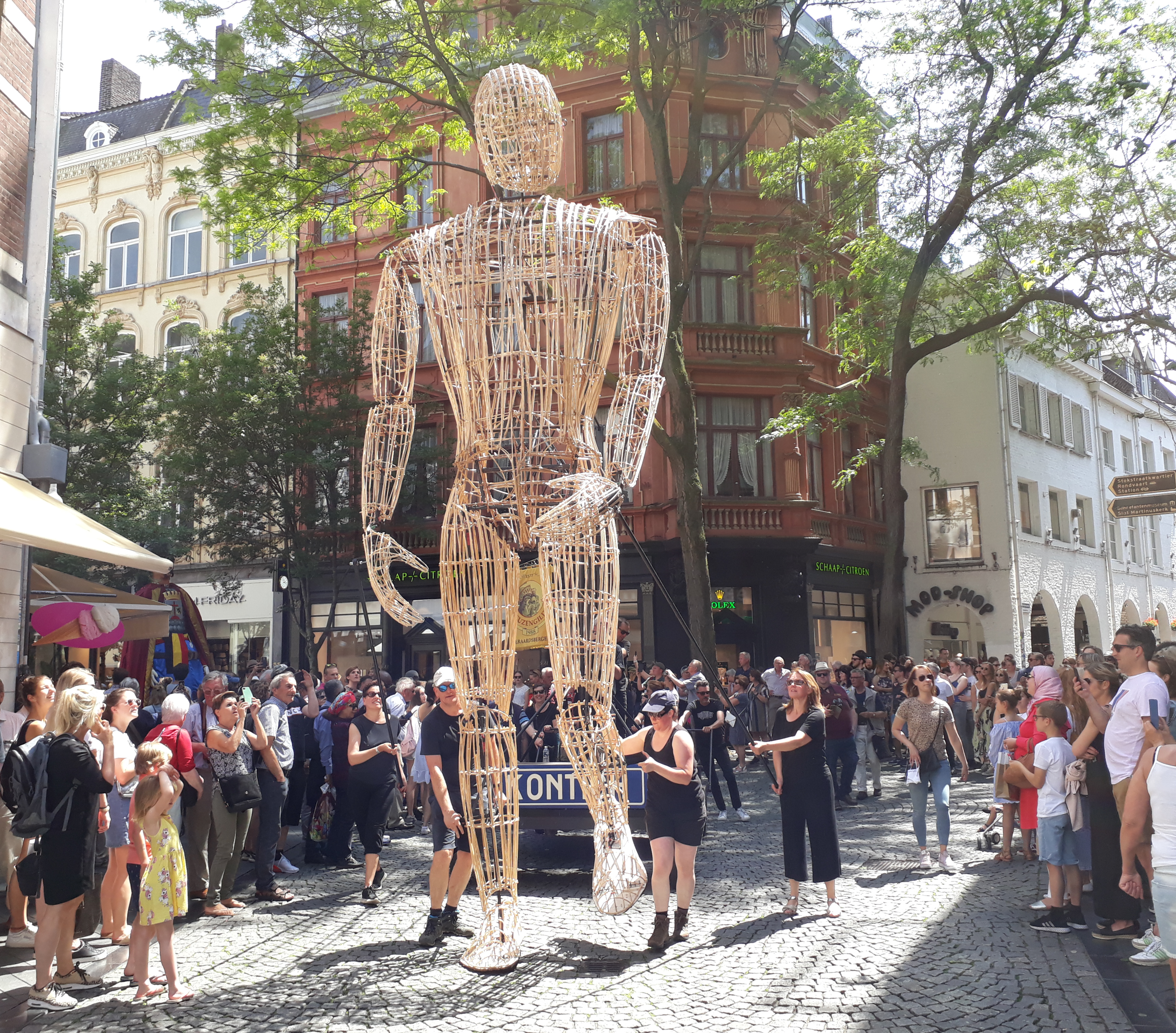
Reus Contios van vereniging REUZENplan Kontich in de straten van Maastricht

- Toneelvereniging Willen is kunnen werd opgericht in 1875.
- Toneelvereniging Black-Out werd opgericht in 1986.
- Reuzenvereniging REUZENplan werd opgericht in 2012. Het gezelschap organiseert openluchtspektakels waarin de 6m hoge verhalenreus Contios steeds de hoofdacteur speelt. Zijn naam Contios, is van een Keltische honderdman, waarvan de dorpsnaam Kontich afkomstig is. Reus Contios is ingeschreven in het volksregister van Kontich in het bijzijn van het gemeentebestuur. Jeroen Olyslaegers is peter van de reus. Het eerste optreden van Contios was in Kontich Kazerne in 2013, i.s.m. 5 Kontichse scholen en 14 verenigingen.

### Overige
- Kindervolksdansgroep Repelsteeltje werd opgericht in november 1975.[39]
- Kontich had vroeger een eigen Ros Beiaard[40].

## Religie en levensbeschouwing

### Katholieke Kerk
De gemeente wordt onderverdeeld in vijf parochies, met name Sint-Martinus (Kontich-centrum), Onze-Lieve-Vrouw Onbevlekt Ontvangen (Kontich Kazerne), Sint-Michiel (Waarloos) en de parochie Sint-Rita (Wijk Sint-Rita).
De wijk Meylweg maakt deel uit van de parochie Sint-Jozef te Hove.
Al deze parochies maken deel uit van de pastorale eenheid Immanuel die op haar beurt deel uitmaakt van het dekenaat Kempen-West in het bisdom Antwerpen.

### Islam
De moskee Masjid Islami verzorgt een islamitische eredienst.

## Mobiliteit

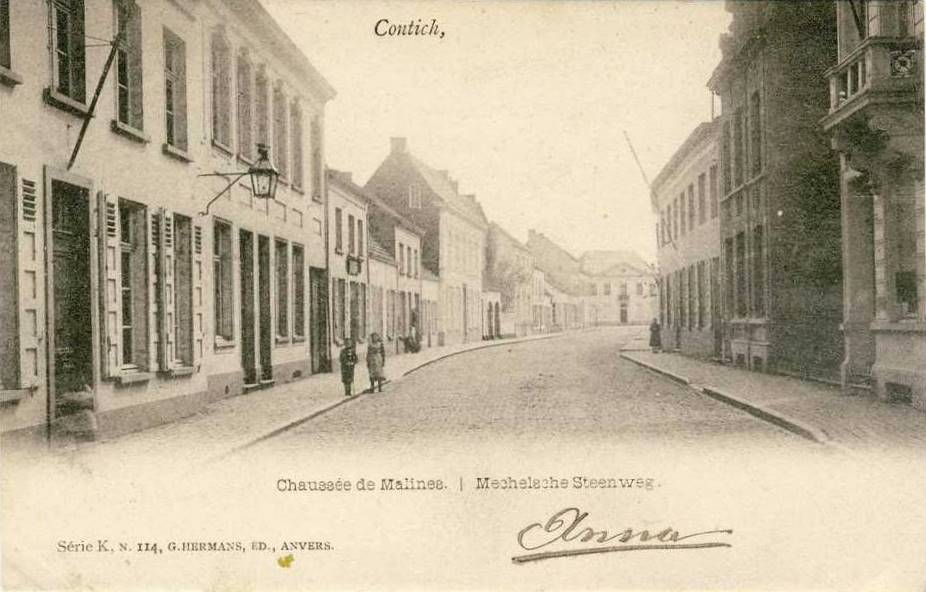
Mechelsesteenweg (N1) rond ±1900

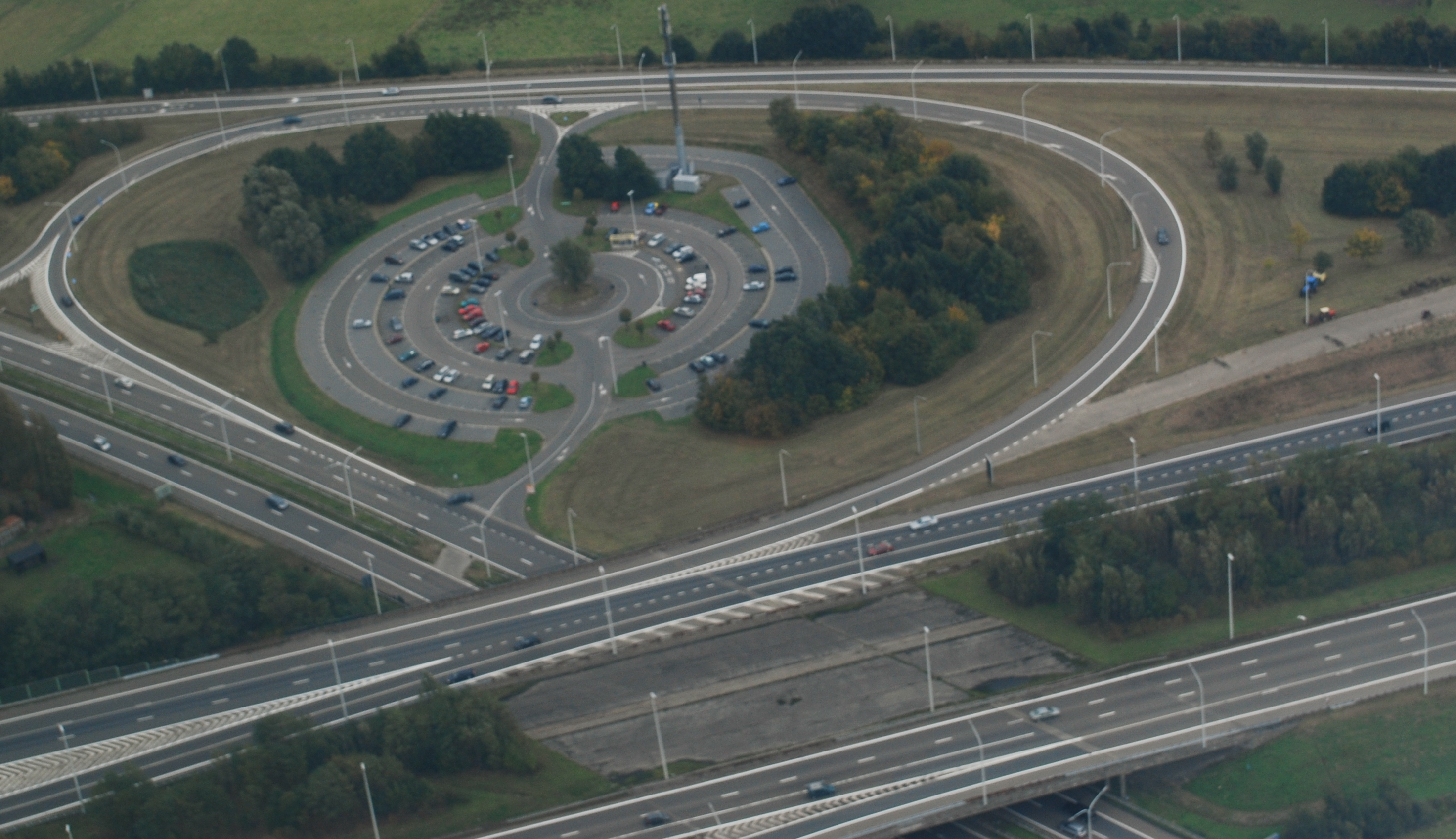
Pendelparking bij de E19-afrit Kontich

### Verleden
Van 1875 tot 1952 deed spoorlijn 61 (Kontich - Aalst) het station Kontich-Dorp aan en van 1907 tot 1968 stopten er treinen in station Kontich-Molenstraat, station Kontich-Nieuwe Lei en station Waarloos op Spoorlijn 27B (Mechelen - Antwerpen-Zuid).

### Heden
Kontich ligt langs een van de belangrijkste en drukste verkeersaders van België, namelijk de autosnelweg A1/E19. De snelweg heeft een afrit ter hoogte van Kontich, afrit 7, waarnaast een pendelparking ligt. Daarnaast passeren de N1 en de N171 de gemeente. In Kontich-Kazerne bevindt zich op spoorlijn 25 en 27 op de grens met Lint het station Kontich-Lint. Daarnaast verbinden verschillende buslijnen van de vervoersmaatschappij De Lijn de gemeente met Antwerpen, Lier, Hove, Edegem, Mortsel, Wilrijk, Rumst, Boom, Lint, Aartselaar, Schelle, Borsbeek, Broechem en Duffel. In het kader van het Masterplan Mobiliteit Antwerpen zou de tramlijn tussen Antwerpen en Mortsel doorgetrokken worden via de N1 en de N171 tot in het dorp van Kontich.

## Economie

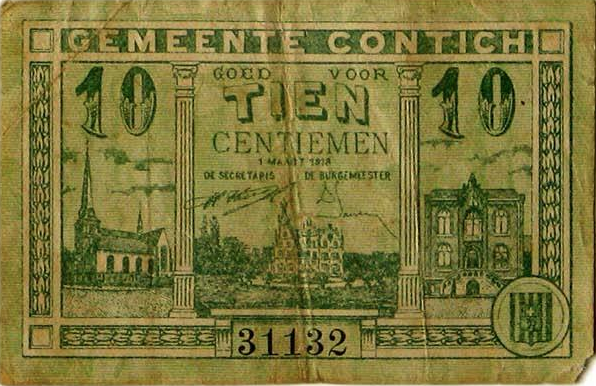
10 centiemen - Kontich

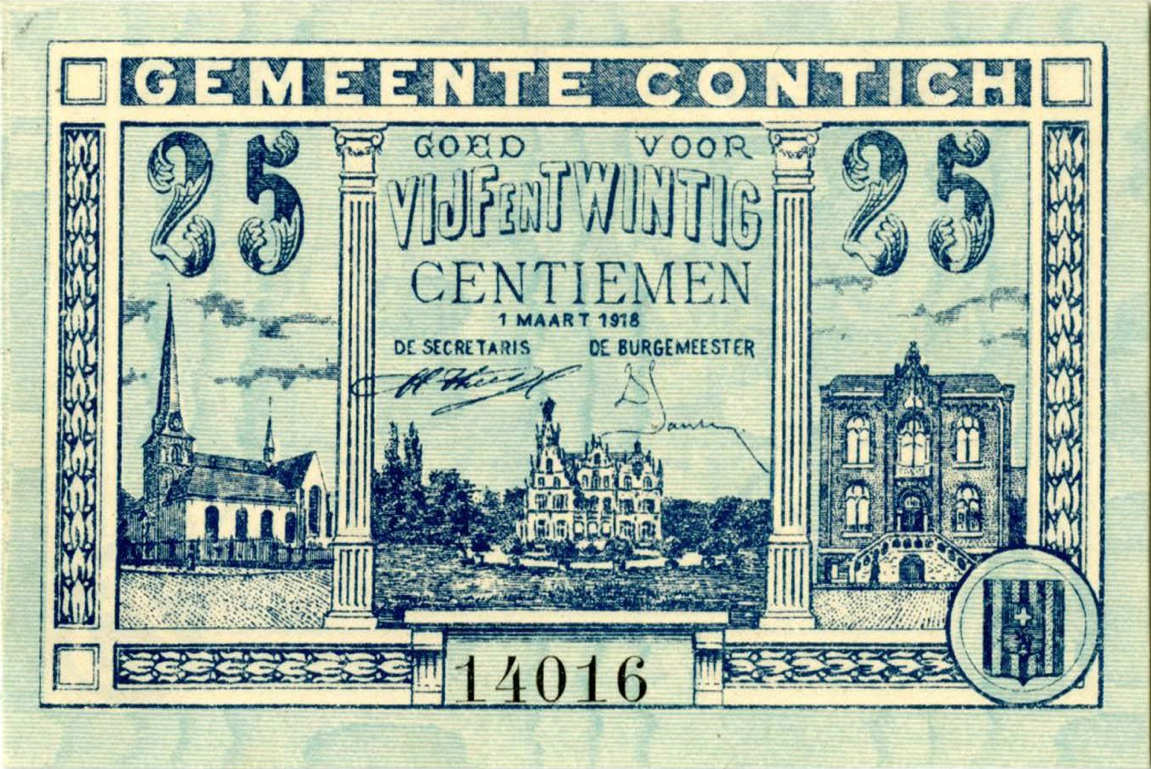
25 centiemen - Kontich

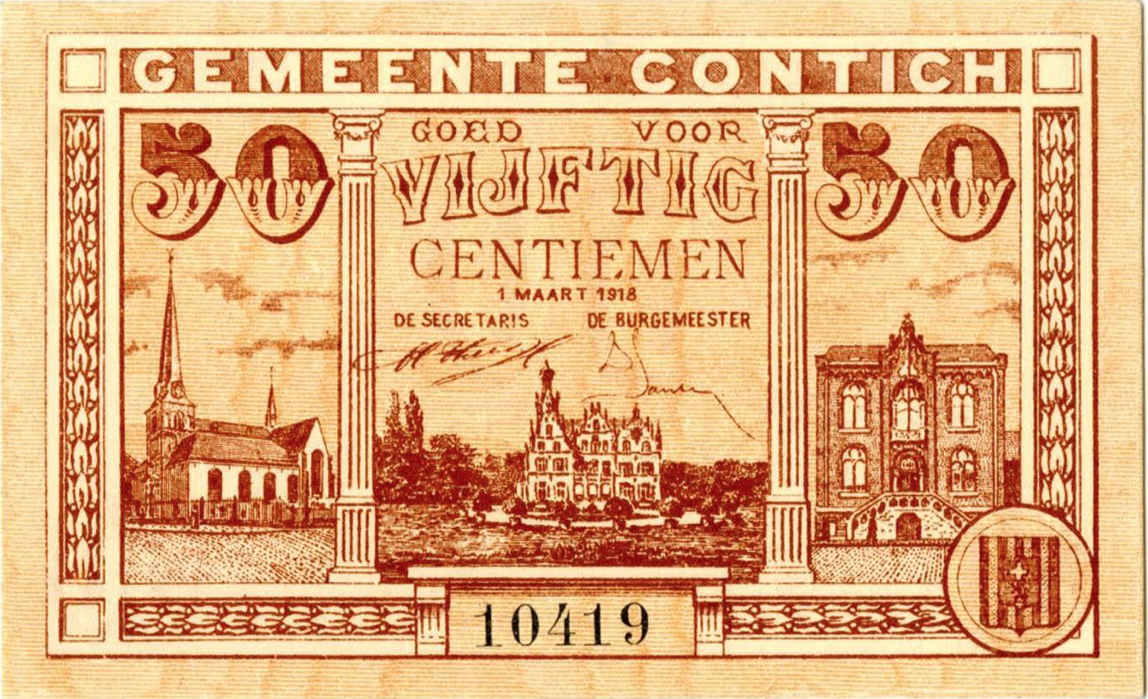
50 centiemen - Kontich

### Verleden
Door de vele kasteelheren waren er twee wijngaardleitjes, maar zoals in elk dorp in die tijd, lag de nadruk toch vooral op het bierbrouwen. Een kleine greep uit het vroegere bierwezen levert ons de namen van brouwerijen De Roos, de (Witte) Valk, de Rode Leeuw, het Schaakbord, de Witte Engel, de Arend (1631), Den Hoorn (later de Drie Papegaaikens geheten), St.-Marten, de Kroon, het Wit Kruis en de Keulse Kar op. Na de Belgische onafhankelijk in 1830 is het aantal gereduceerd tot vier. Met name De Arend, De Pelikaan (nabij het station van Kontich-Kazerne), Den Akker (in Lint, destijds een deelgemeente van Kontich) en De Sleutel (de vroegere Rode Leeuw) In die laatste brouwerij werd nog tot in 1933 het vermaarde witbier “seef” gebrouwen. In Waarloos werd er van de 16e tot de 18e eeuw bier gebrouwen in De Hespketel, De Vos en de Craen en De Wildeman, de belangrijkste brouwerijen waren echter Sint-Michiel langs de Grote Steenweg en Het Wit Kruis tegenover de kerk. Deze laatste brouwerij – met hun huisbier Maltor – werd in 1880 overgenomen door Brouwerij Maes met de destijds populaire merken Prima Maezenbier, Paterke Maes en Export.
Ook op het vlak van brandewijn stoken, had de gemeente een reputatie hoog te houden. Zo waren er in 1709 vijf stokerijen geregistreerd. In Kontich werd er niet enkel alcohol gebrouwen, zo had Kontich zich in het verleden een gedegen reputatie verworven, net als haar buurgemeente Duffel, in het produceren van lakens, wollenstof en linnen. Daarnaast waren de toenmalige bewoners ook erg bedreven in het hoeden maken. Net zoals de buurgemeenten, met Boom in een hoofdrol, werden ook hier bakstenen gebakken. Maar ook edelere stenen passeerden in de gemeente.
In de 19e eeuw gingen de diamanthandelaars uit Antwerpen op zoek naar goedkopere werkkrachten en minder vakbondsdruk. Alzo werd in 1904 de eerste vergunning verleend voor een slijperij in de Drabstraat. Daarna nam deze nijverheid een ware vlucht. Zo waren er in 1910 reeds 30 diamantmolens aangedreven door een elektrisch exemplaar in de Arend. Honderden gezinnen leefden geheel of gedeeltelijk van de diamant. Bezijden deze ambachtelijke activiteiten was en bleef Kontich echter een boerendorp.
Tijdens de Eerste Wereldoorlog had België met een groeiend geldtekort te kampen. Daarom namen verschillende gemeentebesturen (waaronder Kontich), weldadigheidsinstellingen en ondernemingen hun toevlucht tot de uitgifte van noodgeld. De ‘gemeentebons’ hadden enkel binnen de gemeente of in een of ander magazijn betaalkracht. (zie afbeeldingen hiernaast)
Nog enkele uitzonderlijkheden: Kontich had enkele tabaksfabrieken, een stoomwasserij die koninklijk linnen mocht wassen, een cactuskwekerij met wereldfaam en een bloem- en fruitkwekerij die zeldzame sierplanten kweekte.

### Heden
In de 19e eeuw legden Ferdinand en Théophile Maes de basis van de later zo vermaarde Brouwerij Maes aan de Grote Steenweg. Maes Pils groeide uit tot de nummer twee op de Belgische markt. In 2005 was het na 125 jaar gedaan met bier brouwen te Waarloos, in 2010 werd ook het hoofdkantoor van de brouwerij verplaatst. Het hele complex, ook de trotse koperen ketels, verdwenen voor goed uit het dorpsbeeld, om plaats te maken voor een industrieterrein. Daarnaast ontstonden er op de weg van Brussel en Mechelen naar Antwerpen verschillende kleine en grotere herbergen en afspanningen waar ook ruimte was voor het oudste beroep.

## Onderwijs

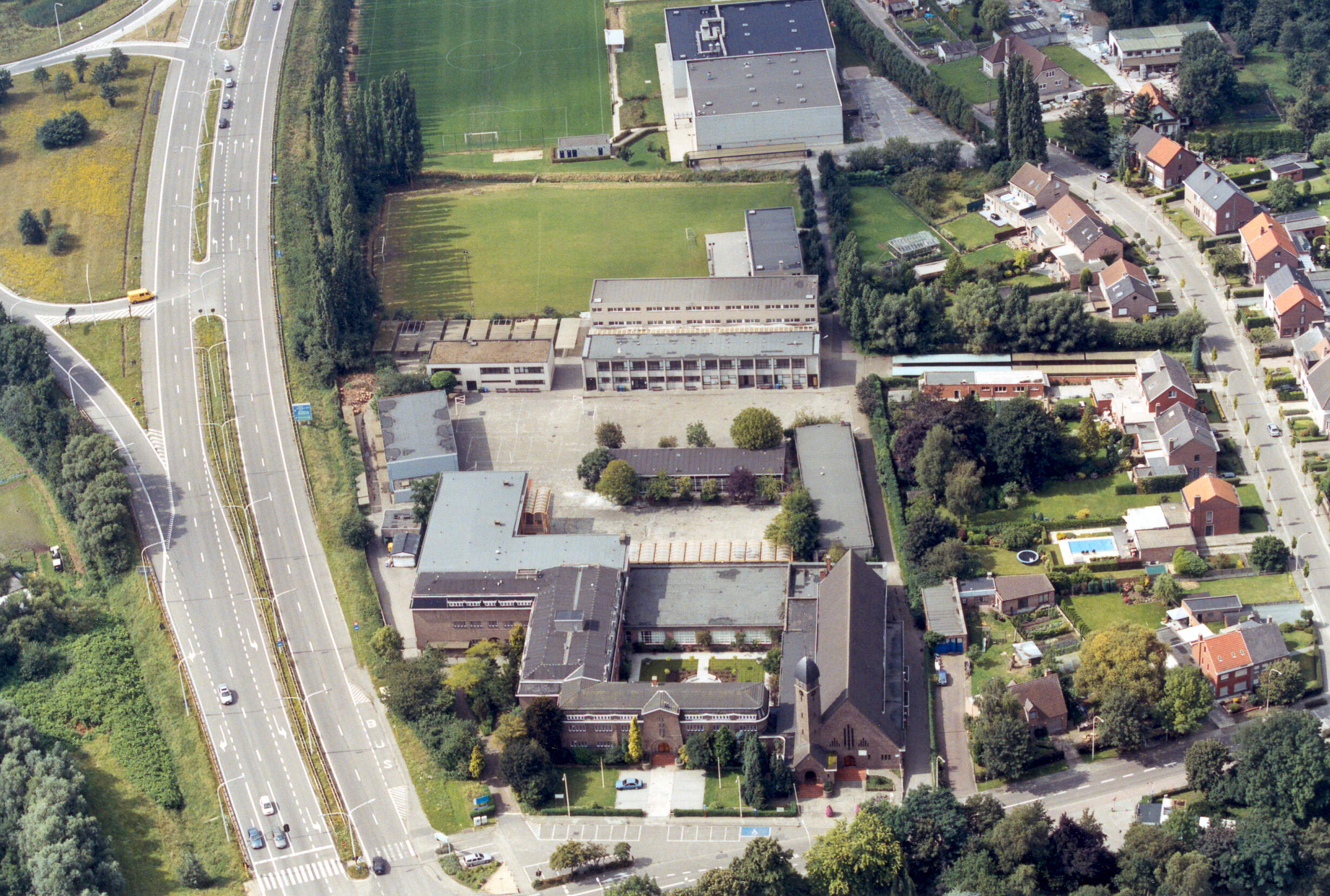
Luchtfoto van het Sint-Ritacollege

### Kleuter- en lager onderwijs
- Abraham Hansschool, Molenstraat 32
- Altena instituut, Antwerpsesteenweg 73
- De Schans, Kruisschanslei 42
- Sint-Jozefinstituut, Gemeenteplein 8
- Sint-Michielsschool, Oude Baan 1 Waarloos
- Sint-Montfortschool, Hoge Akker 16

### Secundair Onderwijs
- Sint-Jozefinstituut, Gemeenteplein 8
- Sint-Ritacollege, Pierstraat 1
- Vrij Technisch Instituut, Edegemsesteenweg 129

### Deeltijds Kunst Onderwijs
- Gemeentelijke Academie voor Schone Kunsten, Mechelsesteenweg 140
- Muziekschool Kontich, Filiaal van de Academie Muziek Woord Dans Mortsel, Molenstraat 32-34

## Justitie
De gemeente Kontich is gelegen in het gerechtelijk kanton Kontich in het gerechtelijk arrondissement Antwerpen en het gelijknamige gerechtelijk gebied. Het kanton organiseert een vredegerecht en is gevestigd op de Mechelsesteenweg 83 te Kontich.
De vrederechter is bevoegd bij gezinsconflicten, onderhoudsgeschillen, voogdij, voorlopige bewindvoering, mede-eigendommen, appartementseigendom, burenhinder ...
De vrederechter is Dhr. E. Van den Eeden en de hoofdgriffier is Dhr. G. Van Nuffel.
| Gebied           | Europese Unie    | België           | België           | België           | België           | Antwerpen      | Antwerpen      | Antwerpen                   | Antwerpen                   | Kontich                         |                                 |                                 |                                 |
| Sociaal recht    | Hof van Justitie | Hof van Cassatie | Hof van Cassatie | Hof van Cassatie | Hof van Cassatie | Arbeidshof     | Arbeidshof     | Arbeidsrechtbank            | Arbeidsrechtbank            | Arbeidsrechtbank                | Arbeidsrechtbank                | Arbeidsrechtbank                |                                 |
| Handelsrecht     | Hof van Justitie | Hof van Cassatie | Hof van Cassatie | Hof van Cassatie | Hof van Cassatie | Hof van Beroep | Hof van Beroep | Rechtbank van Koophandel    | Rechtbank van Koophandel    | Vredegerecht                    | Vredegerecht                    | Vredegerecht                    |                                 |
| Burgerlijk recht | Hof van Justitie | Hof van Cassatie | Hof van Cassatie | Hof van Cassatie | Hof van Cassatie | Hof van Beroep | Hof van Beroep | Rechtbank van eerste aanleg | Rechtbank van eerste aanleg | Vredegerecht / Politierechtbank | Vredegerecht / Politierechtbank | Vredegerecht / Politierechtbank | Vredegerecht / Politierechtbank |
| Strafrecht       | Hof van Justitie | Hof van Cassatie | Hof van Cassatie | Hof van Cassatie | Hof van Cassatie | Hof van Beroep | Assisenhof     | Rechtbank van eerste aanleg | Rechtbank van eerste aanleg | Vredegerecht / Politierechtbank | Vredegerecht / Politierechtbank | Vredegerecht / Politierechtbank | Vredegerecht / Politierechtbank |

## Sport

### Voetbal
Kontich had lange tijd met Koninklijke Kontich FC een voetbalploeg in de nationale reeksen van de Koninklijke Belgische Voetbalbond. In het vrouwenvoetbal speelt GBA-Kontich FC.
Daarnaast zijn er nog een aantal voetbalclubs die aangesloten zijn bij de Koninklijke Vlaamse Voetbalbond (KVV). De belangrijkste zijn FC VDP en V.K. Kontich-Scaldis. Tussen 1999 en 2010 won FC VDP viermaal de Beker der Kampioenen en zesmaal de Beker van Vlaanderen.

### Basketbal
Met Insurea Kontich Wolves heeft Kontich een sportploeg die sinds het seizoen 2020-2021 in Top Division 1 (Belgische tweede klasse) vertoeft. 

### Volleybal
In het volleybal worden de gemeentelijke kleuren verdedigd door Kokaz volley vzw dat verschillende kampioenstitels in 3de gewestelijke, 2de gewestelijke en 1ste gewestelijke binnenhaalde. In het seizoen 1999-2000 werd voor de eerste maal doorgestoten naar de landelijke competitie. Anno 2014 was de club actief in 1ste Gewest van de Vlaamse Volleybalbond.

### Tennis
Tennisclub De Meyl werd opgericht in december 1983 en bestaat onder de vorm van een VZW. De club heeft van bij de start gestreefd naar een gemoedelijke, familiale maar sportieve sfeer waar alle categorieën van tennissers (competitie, recreatie, jeugd) evenwaardig aan bod kunnen komen.

### Andere sporten
- Atletiekvereniging Kontich-Aartselaar
- Buskido Karate club

#### Overige
- Koninklijke Duivenbond Kontich
- Wielerwedstrijd Sint-Martinusprijs

## Bekende Kontichnaars

### Geboren
- Reinildis van Saintes (ca. 630- ca. 700), heilige
- Benedictus Neefs (1741-1790), abt van de abdij van Hemiksem
- Martinus Dom (1791-1873), eerste abt van de abdij van Westmalle
- Pierre Peeters (1811-1888), politicus
- Pieter Cornelius Verhulst (1835-1873), dichter[48][49]
- Leopold Feremans (1837-1907), politicus voor de Kath.Partij
- Karel Schroyens (1860-1929), politicus voor de Kath.Partij / Katholiek Verbond van België
- Albert Apers (1870-1942), politicus voor de Liberale Partij
- Frans Segers (1888-1969), priester en oprichter van De Wielewaal
- Albert Thijs (1894-1976), schilder
- Willem Janssens (1901-1978), advocaat, notaris en politicus voor de Liberale Partij
- Frans Van Roy (1901-1976), politicus voor de CVP
- Juliaan Haest (1912-1984), journalist en auteur
- Alice Hellemans (1920-2009), politica voor de CVP
- Marcel Schoeters (1925-2013), vakbondsleider en politicus voor de SP
- Marus Kempenaers (1931-2005), politicus voor de PVV / VLD
- Leo Mariën (1934-2018), atleet en olympisch deelnemer
- Guido van der Groen (1942), viroloog
- Dirk Abrams (1959), sportjournalist
- Tim Van Aelst (1978), tv-maker
- Siska Schoeters (1982), radiopresentatrice bij Studio Brussel
- Pieter Serrien (1985), historicus en schrijver
- Timo Descamps (1986), acteur, zanger en presentator
- Tomas Serrien (1992), auteur en drummer
- Thomas Konings (1997), volleyballer

### Woonachtig
Bekende personen die woonachtig zijn of waren in Kontich of een andere significante band met de gemeente hebben:
- Eddy Annys, hoogspringer[50]
- Luc Beaucourt, urgentiearts van het UZA en politicus voor de CD&V / Open Vld
- Gillian Benoy, rugbyspeler
- Marc Benoy, korfballer
- Luc Blommaerts, leraar en politicus voor de CD&V
- Phil Bosmans, stichter Bond zonder Naam
- Erwin Brentjens, politicus voor de Volksunie en de N-VA
- Paul Byttebier, arts en politicus voor de CVP
- Julie Caluwé, korfbalster[51]
- Michel De Backer, ondernemer Niko en een van de rijkste Belgen[52]
- Frans Deconinck, notaris en politicus voor het Katholiek Verbond van België
- Hanne De Haes, volleybalster
- Eduard Dehandschutter, politicus voor het Katholiek Verbond van België / CVP
- Simon de Neuf de Burght, politicus
- Marthe De Pillecyn, zangeres K3
- Guy De Pré, radiomaker bij Radio 2, presentator van De Pré Historie
- Bart De Wever, politicus voor de N-VA[53]
- Bruno De Wever, historicus
- Charles-François d'Hane de Steenhuyse, politicus voor de Liberale Partij / Meetingpartij
- Frauke Dirickx, volleybalster
- Jossue Dolet, voetballer[54]
- John Doms, atleet[50]
- Joren Dom, voetballer[55]
- Frederik Feremans, politicus
- Bernard Fiocco, politicus
- Edward Geerts, arts en politicus voor het Katholiek Verbond van België / CVP
- Abraham Hans, schrijver
- Erik Jacobs, manager en politicus voor de N-VA
- Ferdinand Maes, Stichter van de brouwerij Maes en politicus te Waarloos
- Marc Nevens, atleet[50]
- Jef Plasmans, politicus voor de CVP / CD&V
- Koenraad Pot, heer van Kontich
- Hilde Rens (Yasmine), zangeres, televisie-omroepster en -presentatrice
- René Sansen, arts en politicus voor de Katholieke Partij
- Ilias Sebaoui, voetballer[56]
- Bart Seldeslachts, leraar en politicus voor de N-VA
- Matz Sels, voetballer
- Jozef Tolleneer, collaborateur en politicus voor het VNV
- Raf Van Brussel, zanger en radiomaker bij JOE fm
- Gaston Van den Bos, bokser[50][57]
- Marleen Van den Eynde, politica voor het Vlaams Blok / Vlaams Belang
- Jean Van den Wijngaert, politicus voor de BSP / SP
- Staf Van Elzen, neo-expressionistisch kunstschilder
- Camine Van Hoof, B-girl
- Jef Van Linden, politicus voor de CVP / CD&V
- Viviane Verbeeck, korfbalster
- Louis Verhaert, arts en politicus voor onder andere de CVP
- Raf Verhulst, auteur[58]
- Karl Verlinden, bestuurder
- Yasmine Vossen, model[59]
- Tim Tielemans, regisseur

## Nabijgelegen kernen
Kontich-Kazerne, Waarloos, Aartselaar, Edegem